# Pianta da appartamento

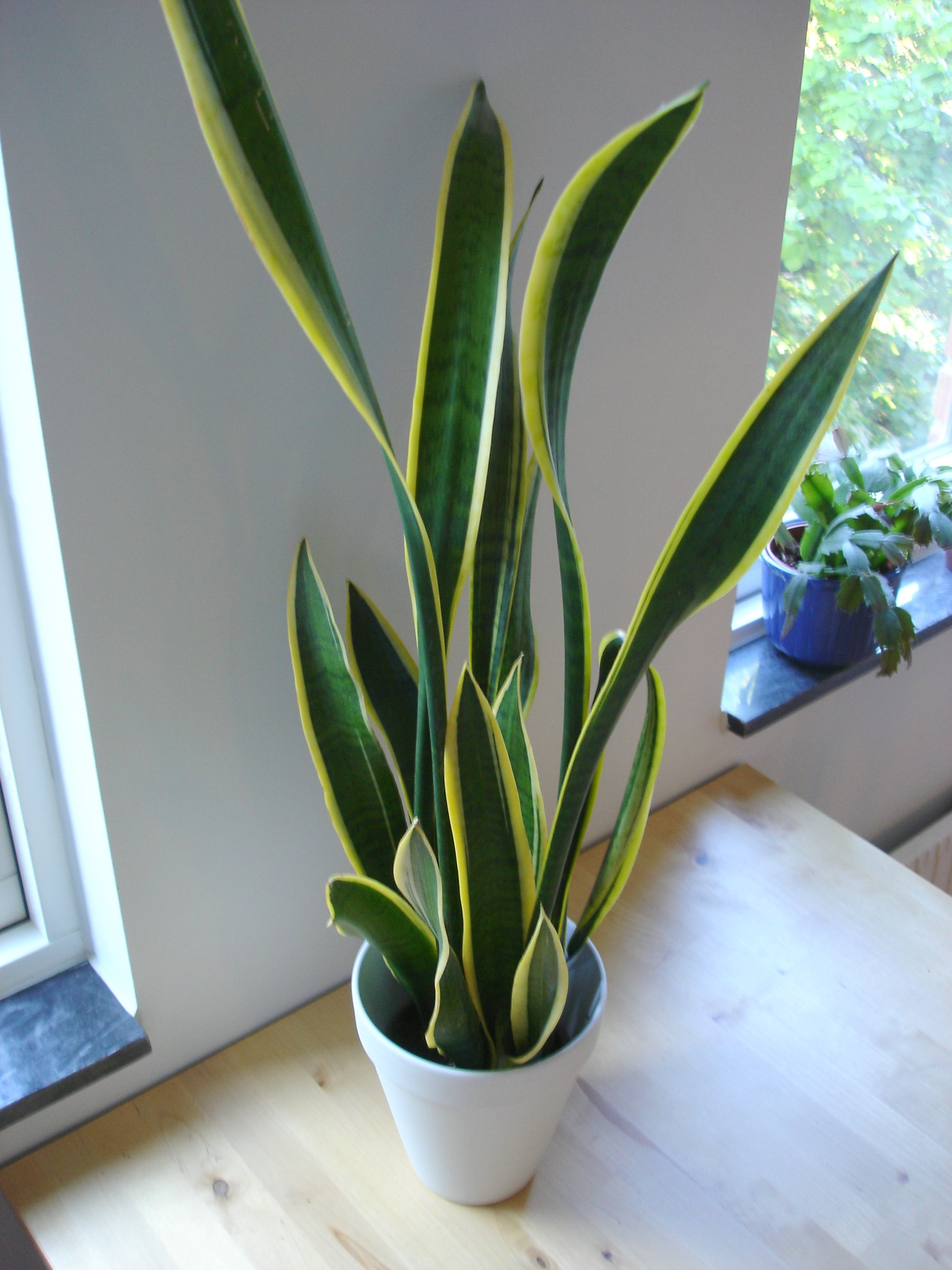
Lingua di suocera (Dracaena trifasciata).

Una pianta da appartamento è una pianta, generalmente di origine tropicale o subtropicale, allevata in vaso all'interno di abitazioni o ambienti coperti. L'usanza di selezionare piante adattate a vivere in appartamento ha avuto un forte sviluppo in Europa nel XIX secolo.
I motivi per la presenza delle piante in casa sono le loro caratteristiche decorative, oppure considerazioni legate al benessere ambientale. La qualità della loro crescita dipende da parecchi fattori: specie, illuminazione, temperatura, umidità dell'aria, tipologia del terreno.

## Principali tipi di piante da appartamento
Per comodità di trattazione possono essere distinte le seguenti tipologie di piante da appartamento:

### Piante da fiore
Tra le piante da fiore, le più popolari tra le piante da appartamento, occorre distinguere le piante annuali, che fioriscono una sola volta e poi muoiono (p. es. i crisantemi e molte altre asteracee), da quelle che fioriscono per più anni. Queste ultime necessitano di maggiori cure e alcune di esse (azalee, ortensie) devono essere tenute all'aperto almeno nella stagione calda.

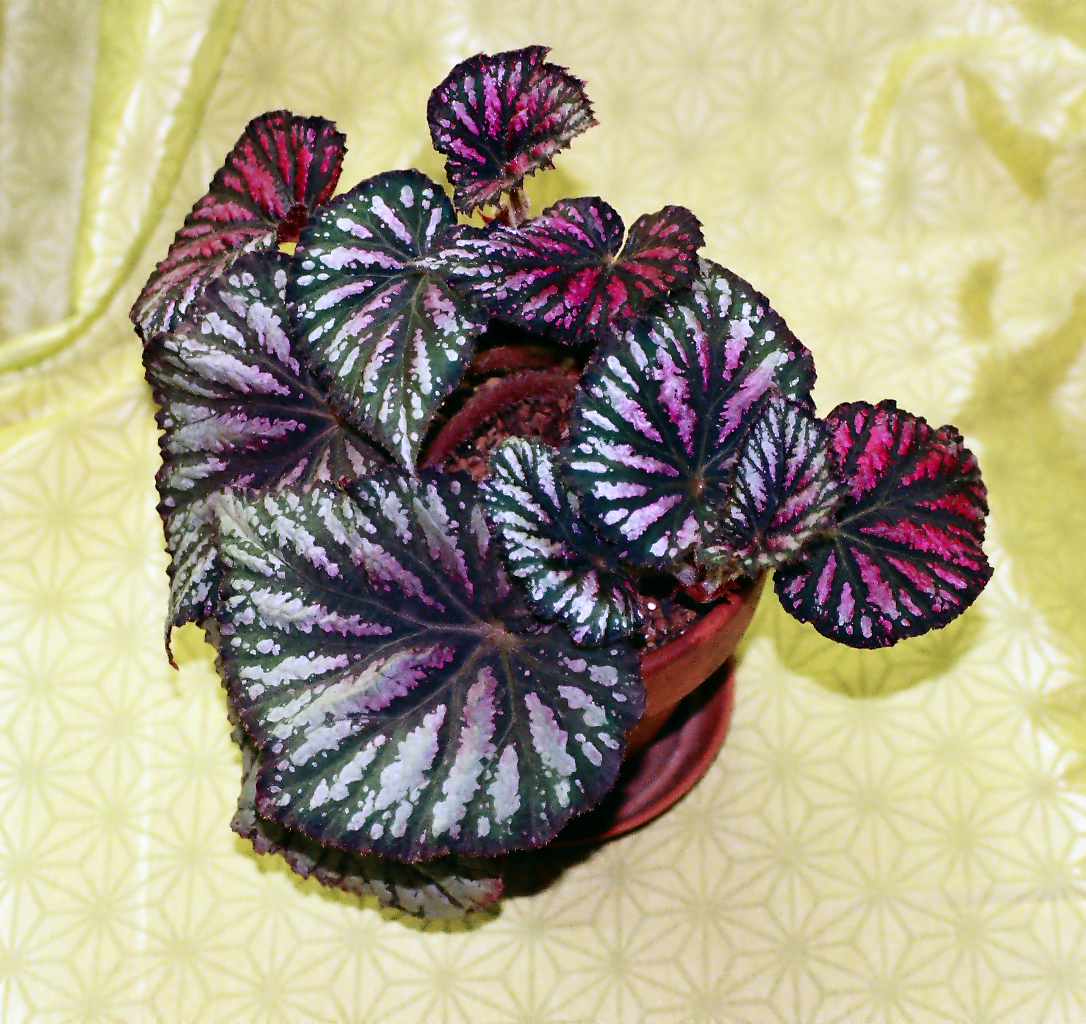
Begonia rex
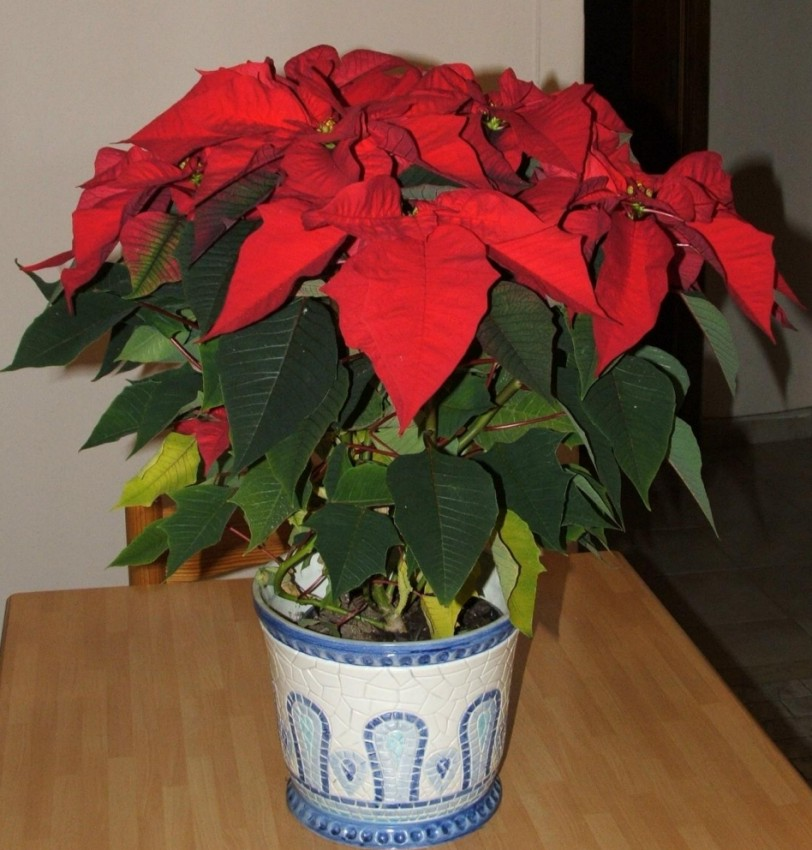
Euphorbia pulcherrima
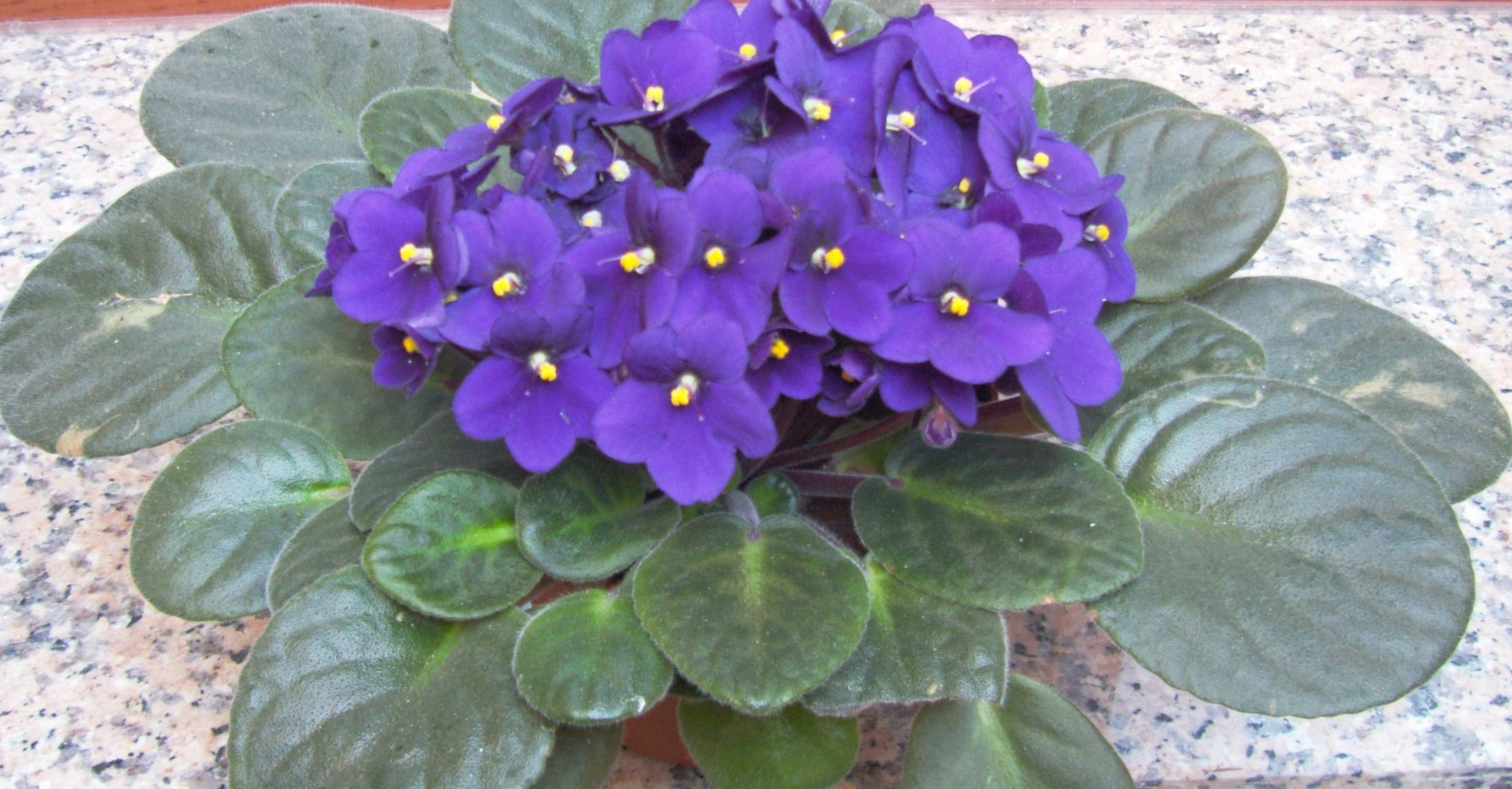
Streptocarpus ionanthus
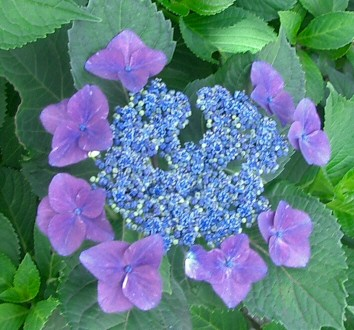
Hydrangea macrophylla

### Piante da fogliame
Il loro principale valore ornamentale è dato dalla forma e dal colore delle foglie. Rientrano in questa categoria piante come le varie specie di Pothos (oggi attribuite al genere Epipremnum) ma anche piccole palme ornamentali come le Chamaedorea, nonché le felci.

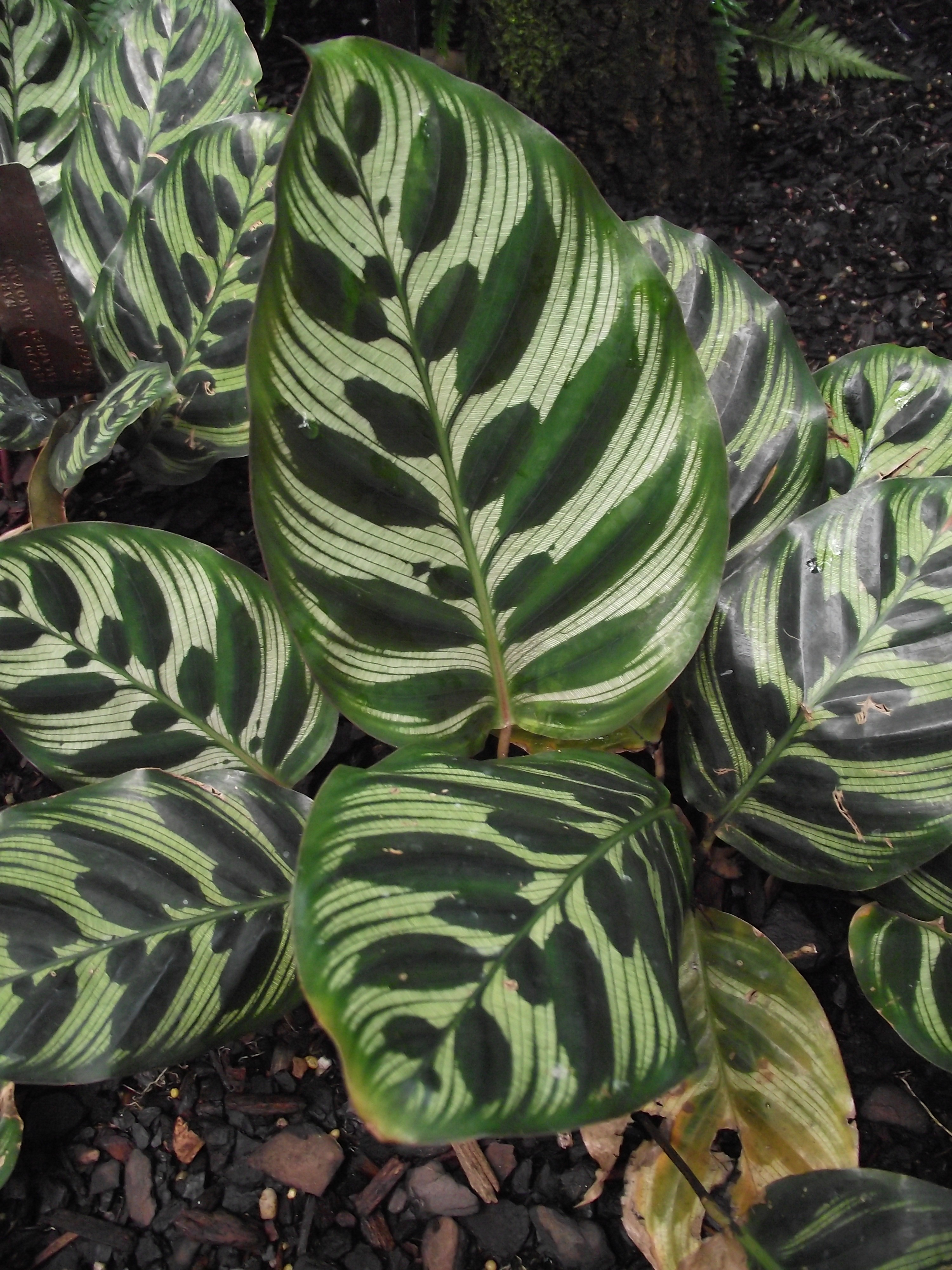
Calathea sp.
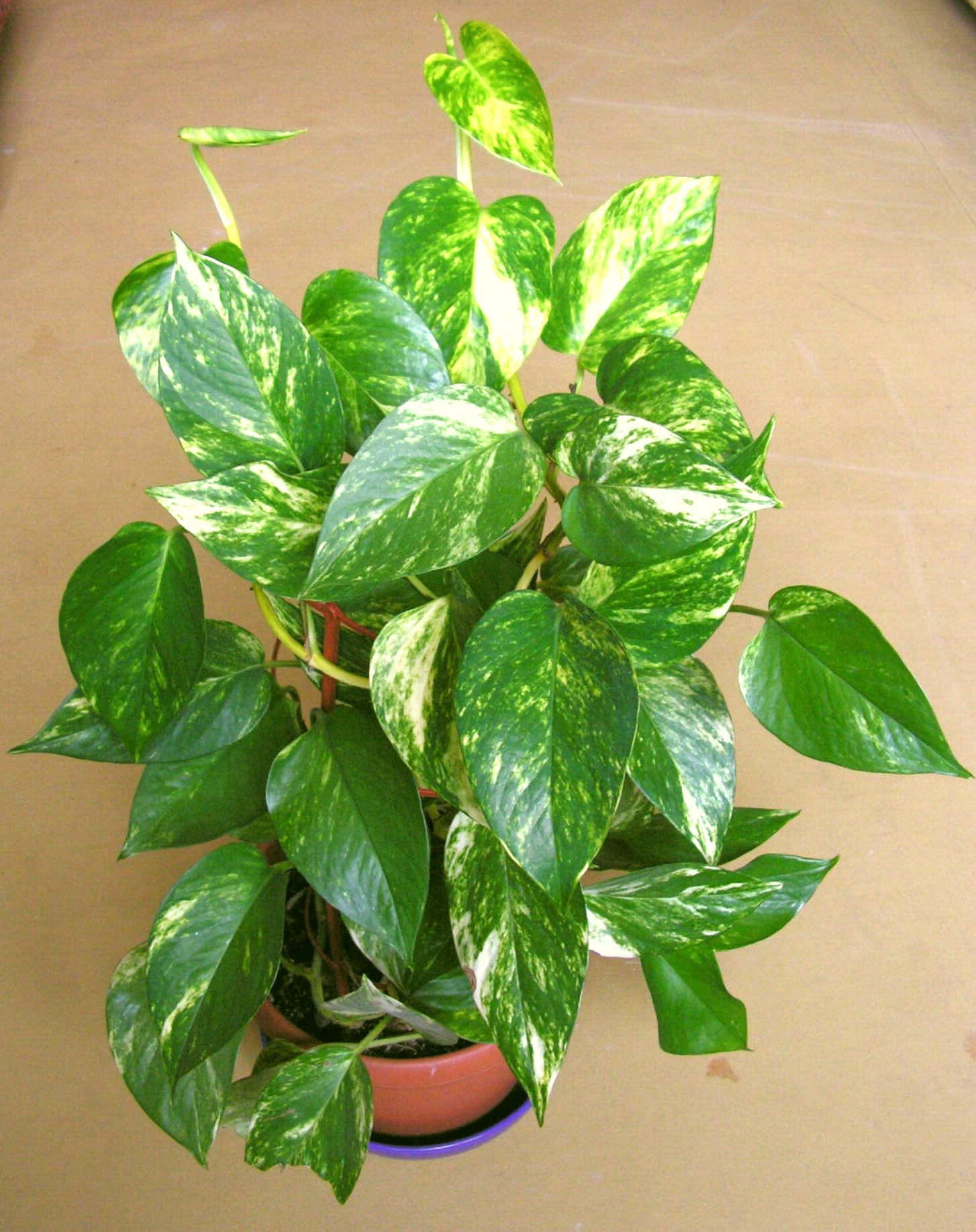
Epipremnum aureum
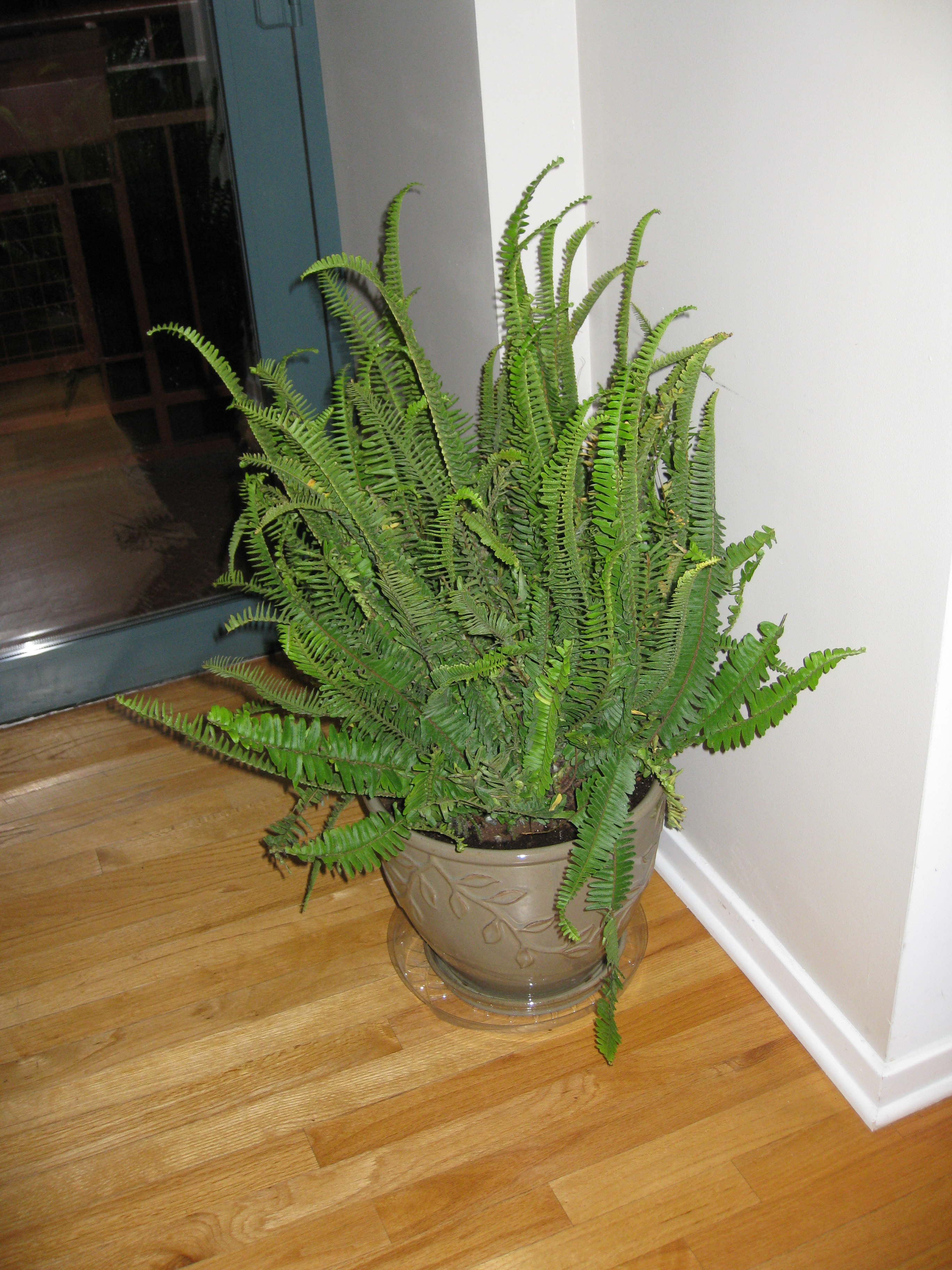
Nephrolepis sp.
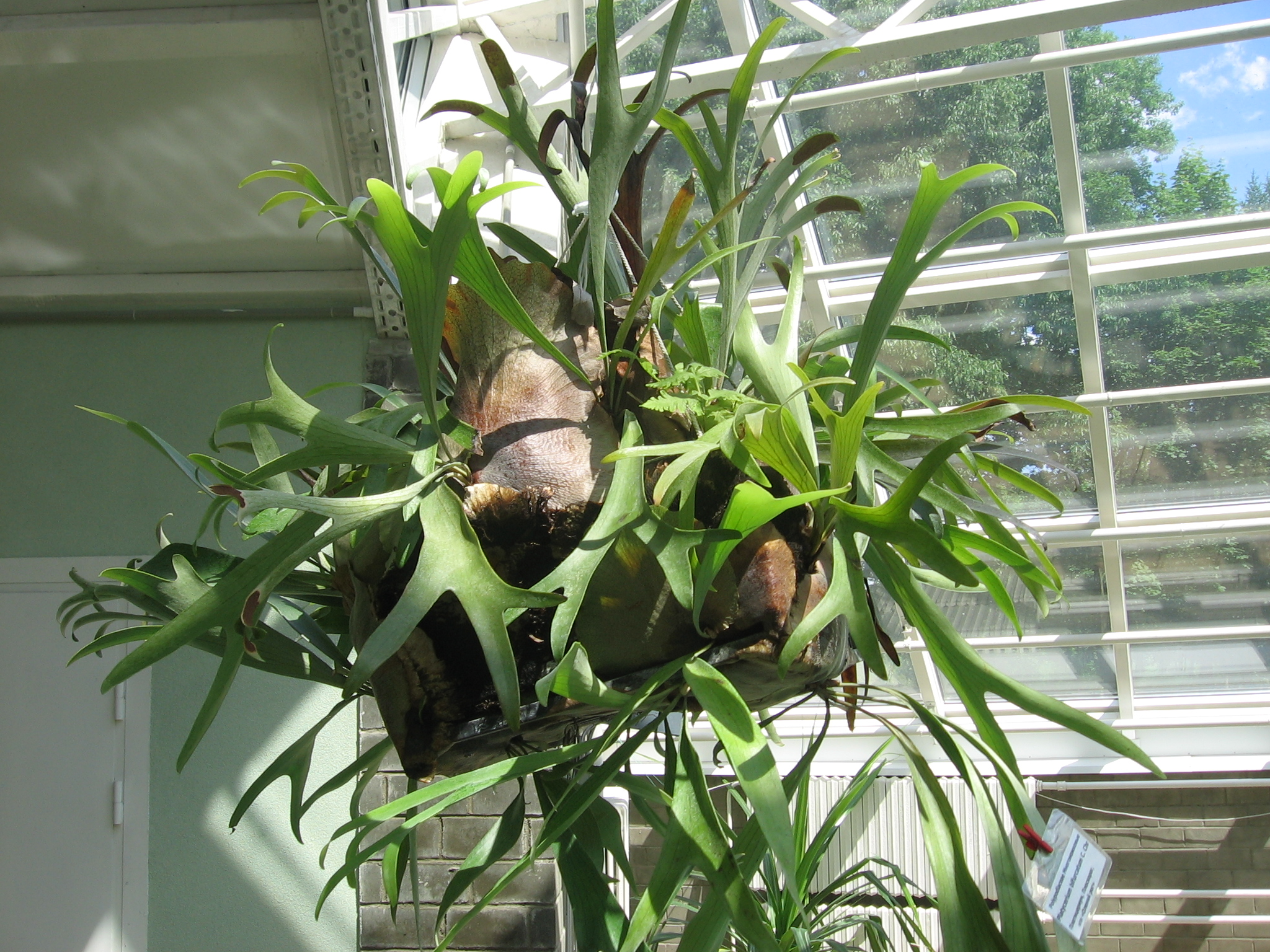
Platycerium sp.

### Alberi da appartamento
Rientrano in questa categoria specie arboree in grado di raggiungere altezze di 2-3 m. Si tratta di specie poco esigenti in fatto di luce come p.es. alcune specie di Ficus (F. benjamina, F. elastica), il tiglio africano (Sparrmannia africana) e alcune specie di palme.

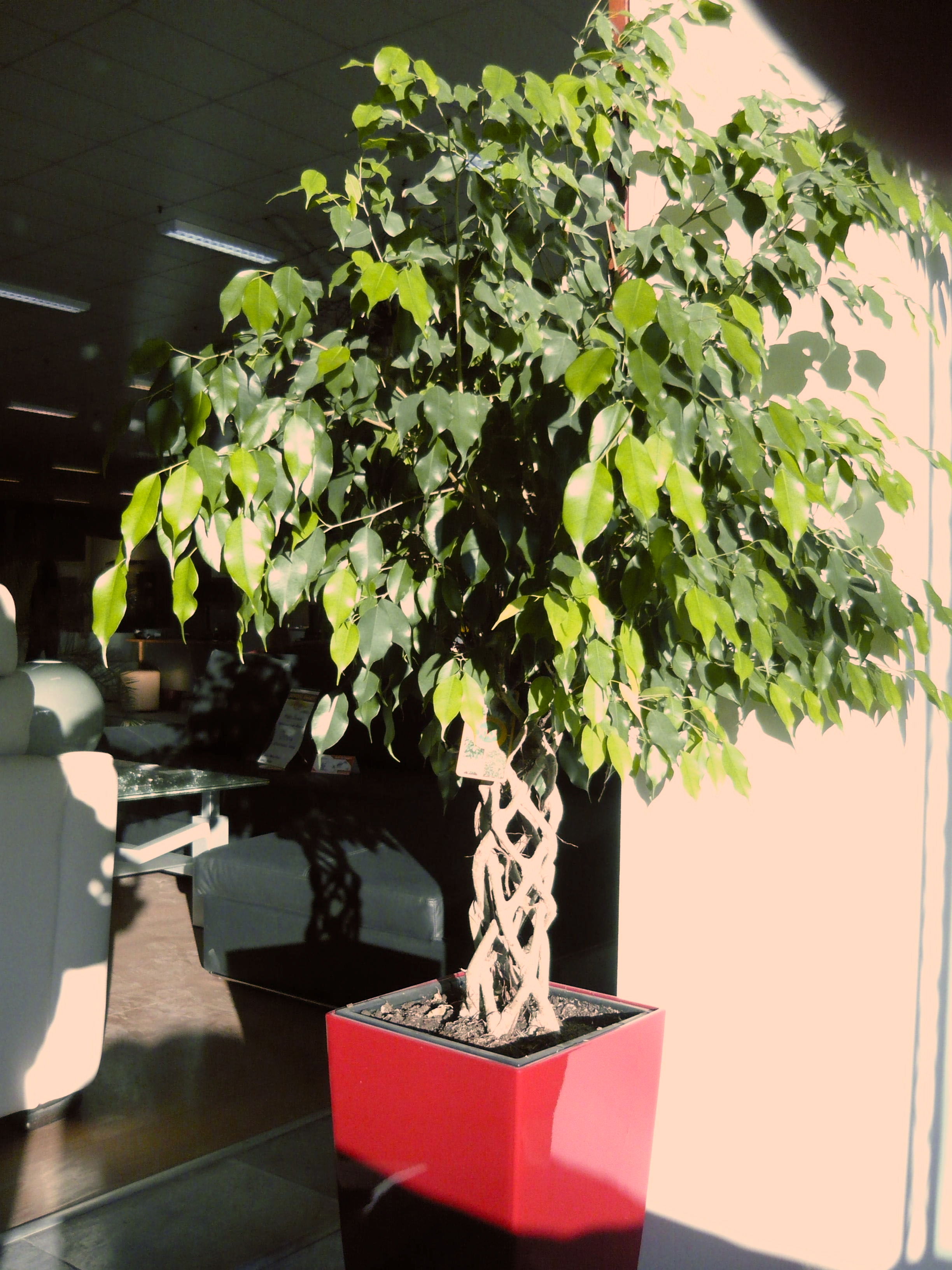
Ficus benjamina
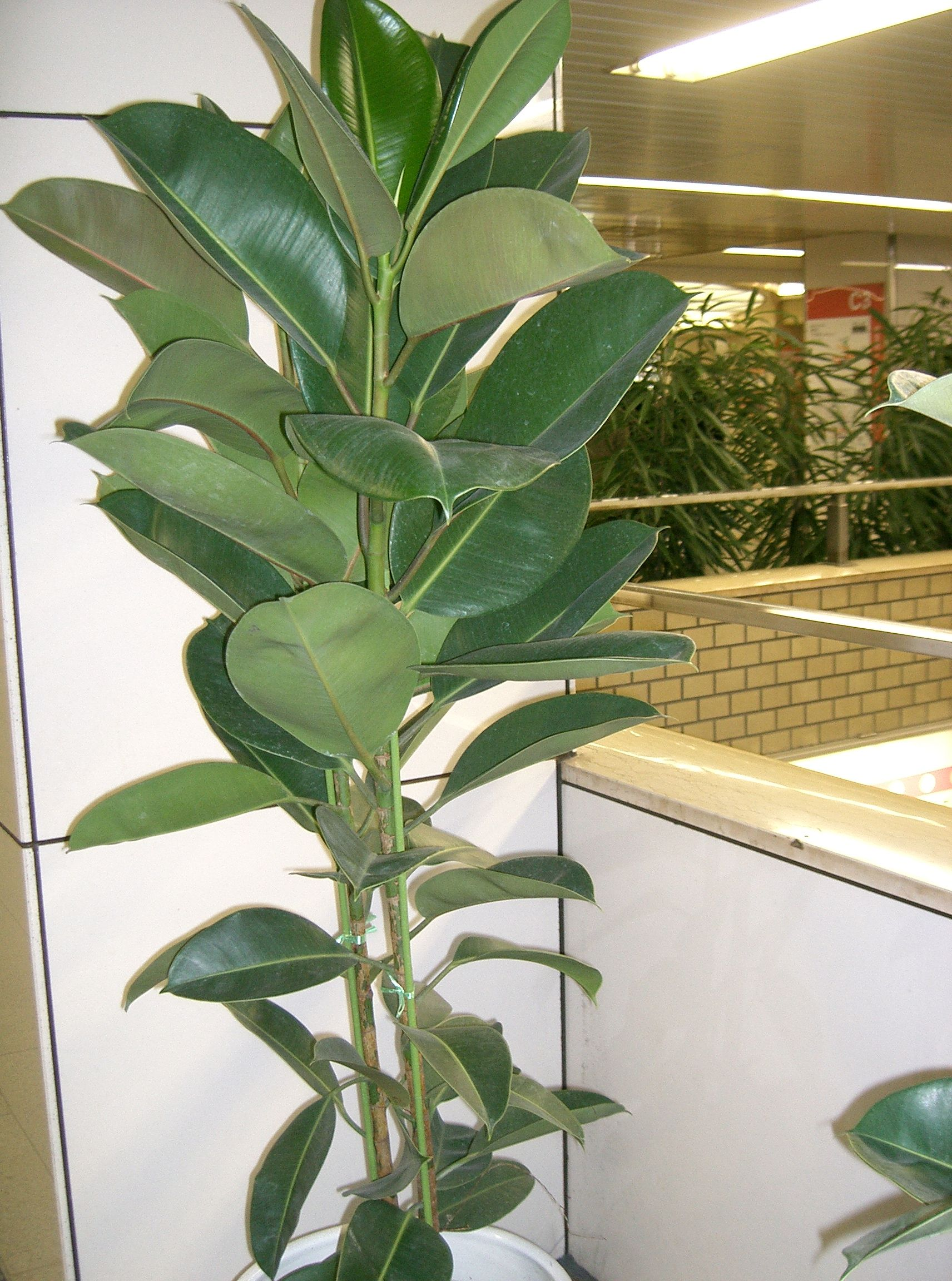
Ficus elastica
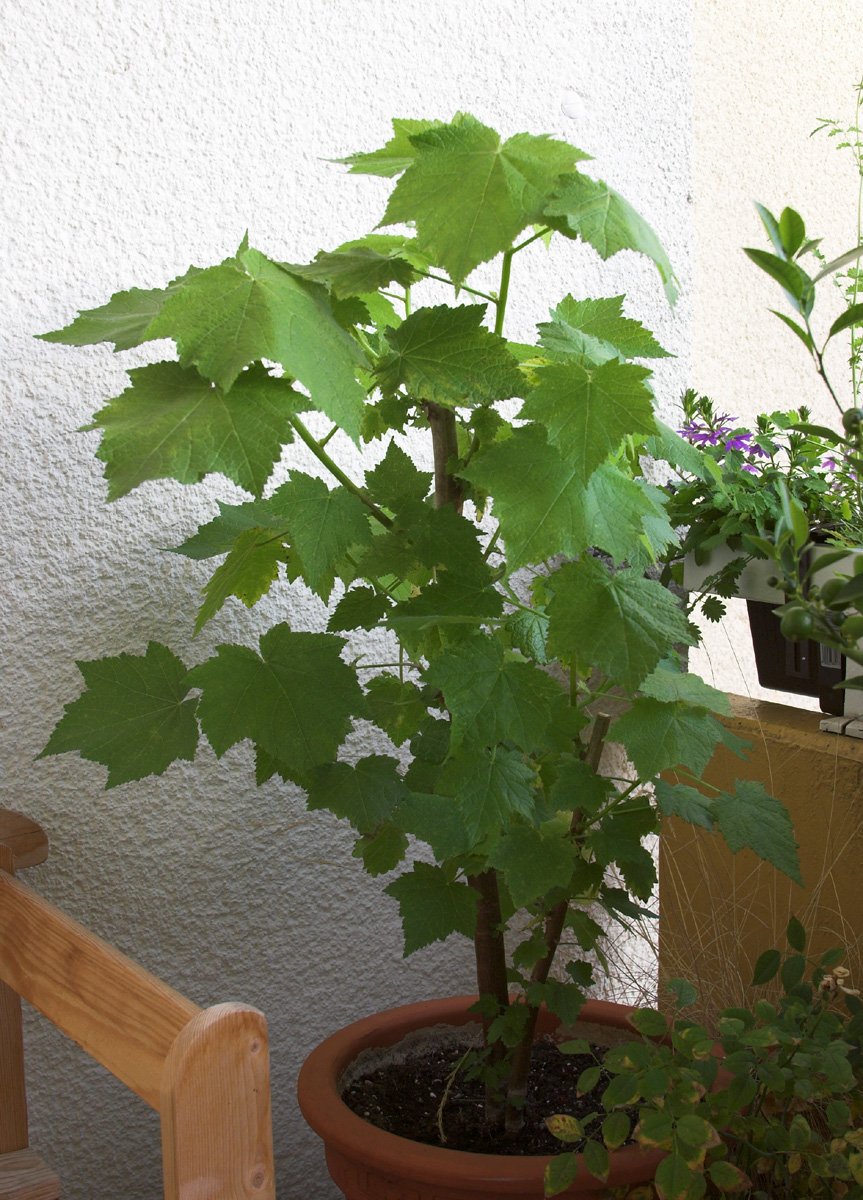
Sparrmannia africana
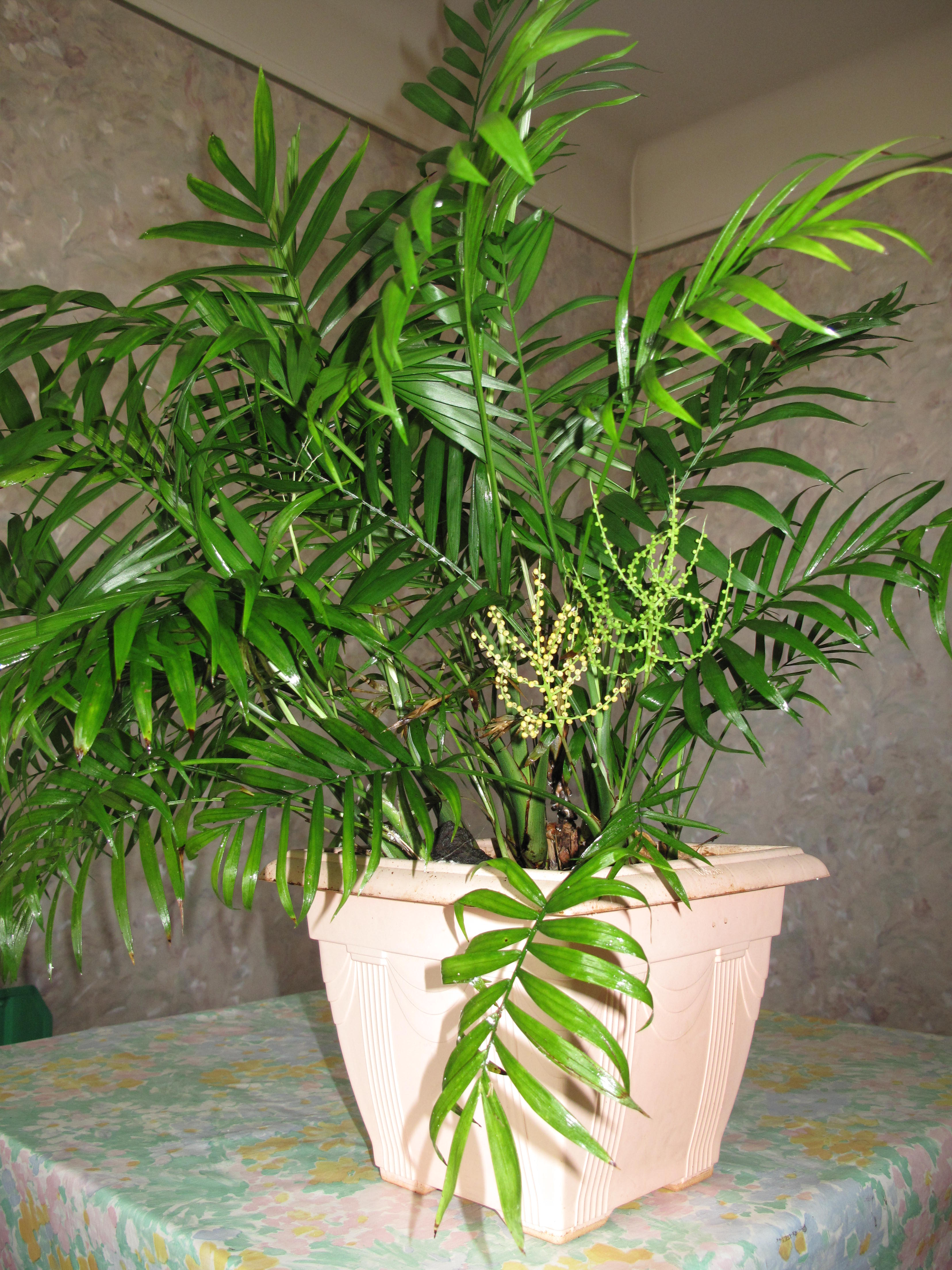
Chamaedorea elegans

### Piante succulente
Le piante succulente o "piante grasse" sono spesso utilizzate come piante d'appartamento, anche se spesso la collocazione in ambiente chiuso non riesce a garantire la luce, l'aerazione e la temperatura di cui necessitano. Durante il periodo invernale dovrebbero essere garantite temperature tra i 4 e i 7 °C per indurre un naturale riposo e promuovere la fioritura estiva.

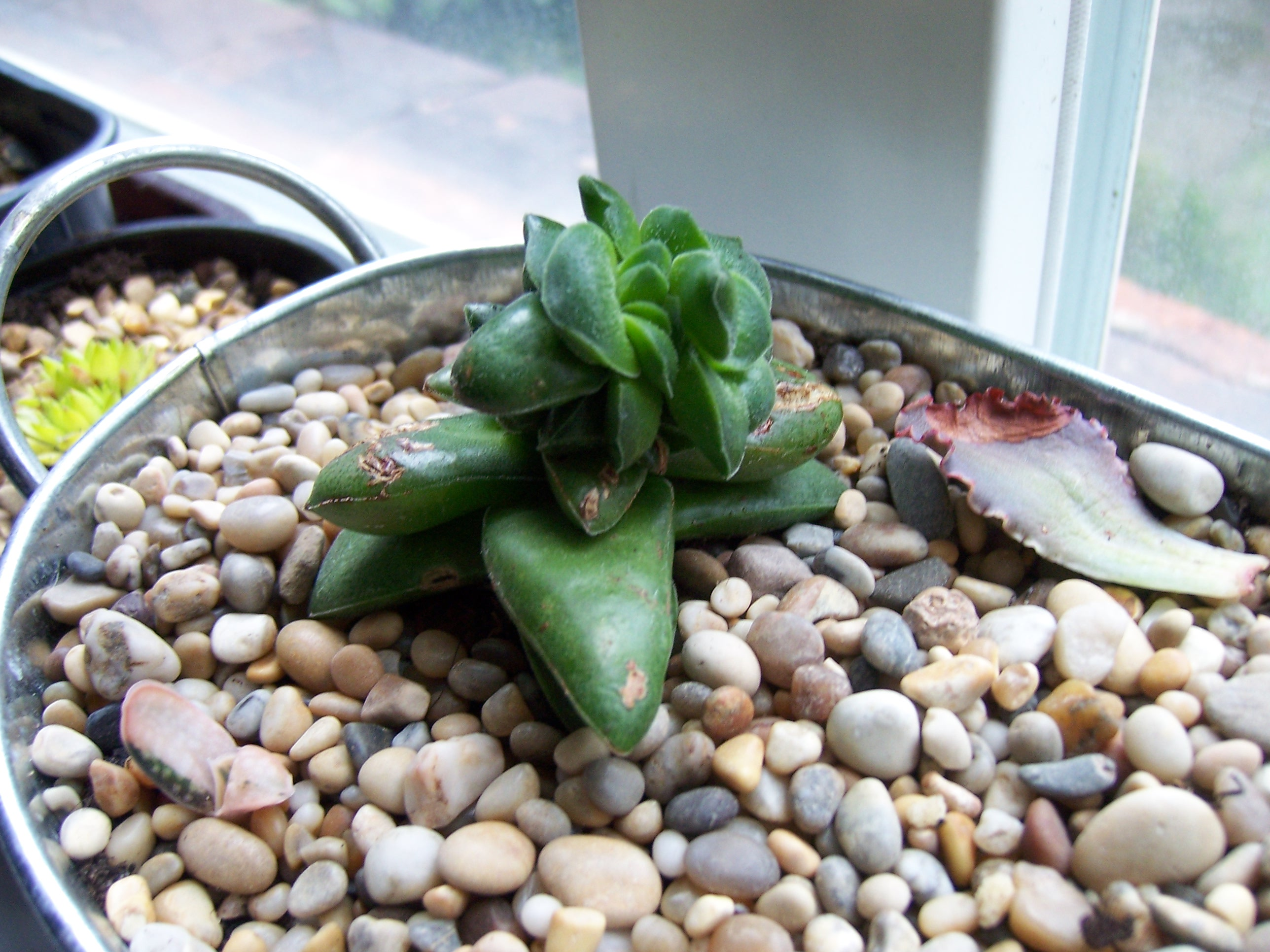
Crassula sp.
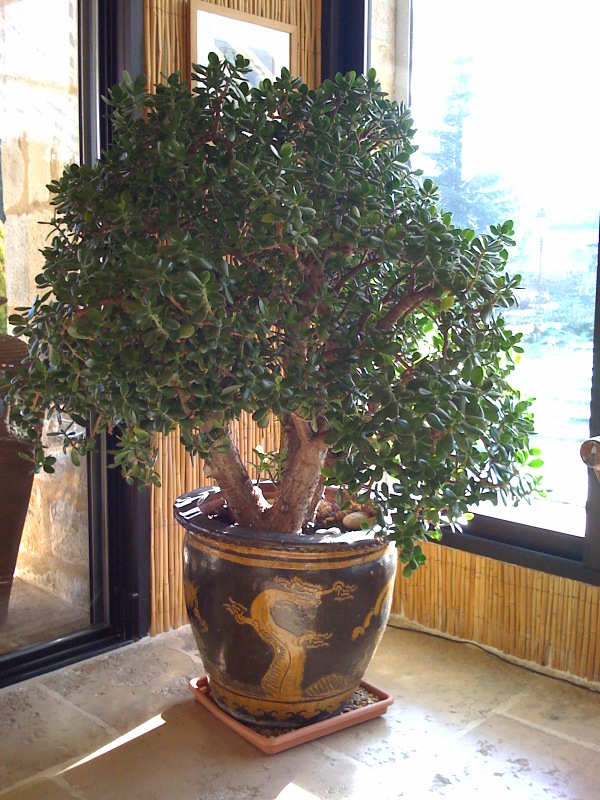
Crassula ovata
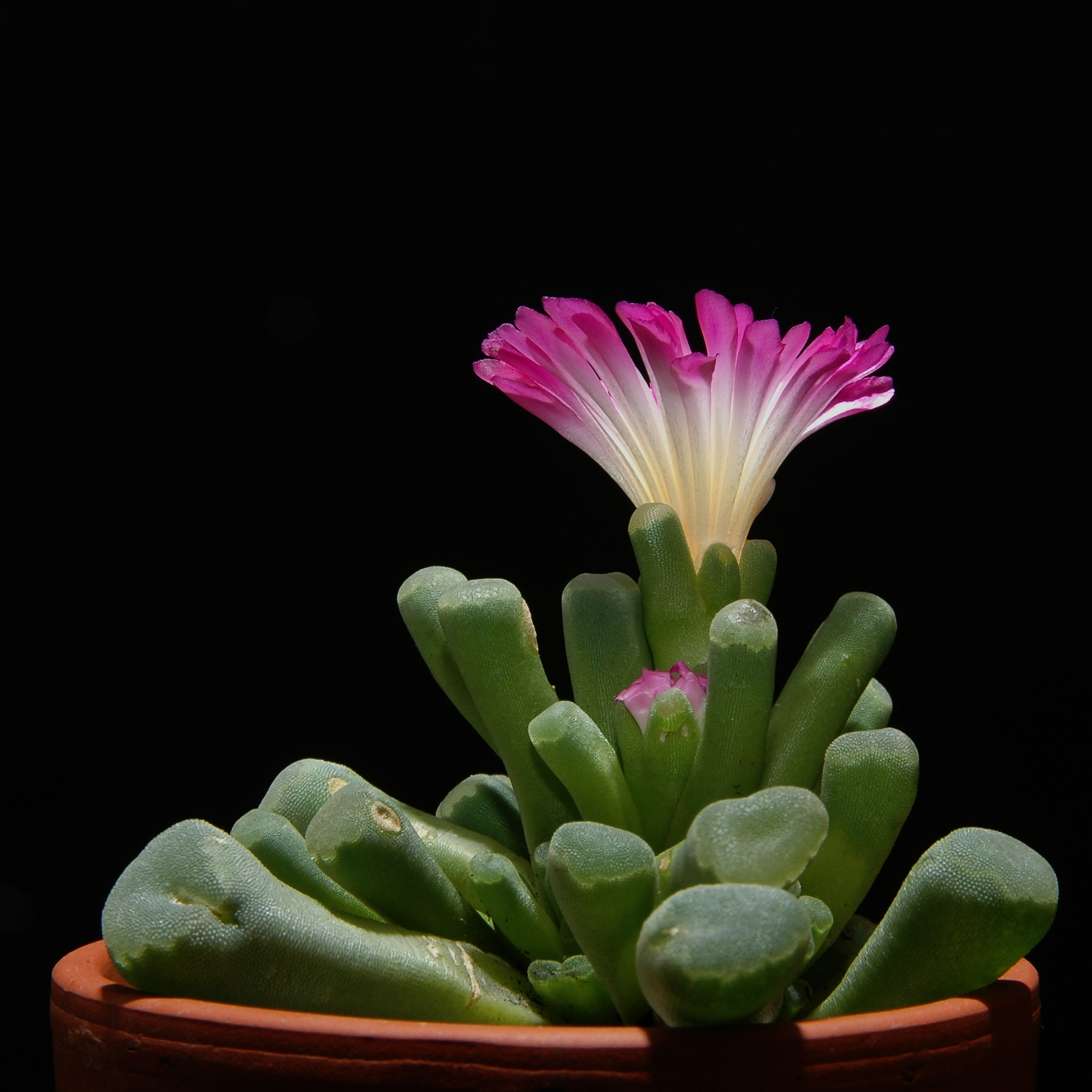
Frithia pulchra
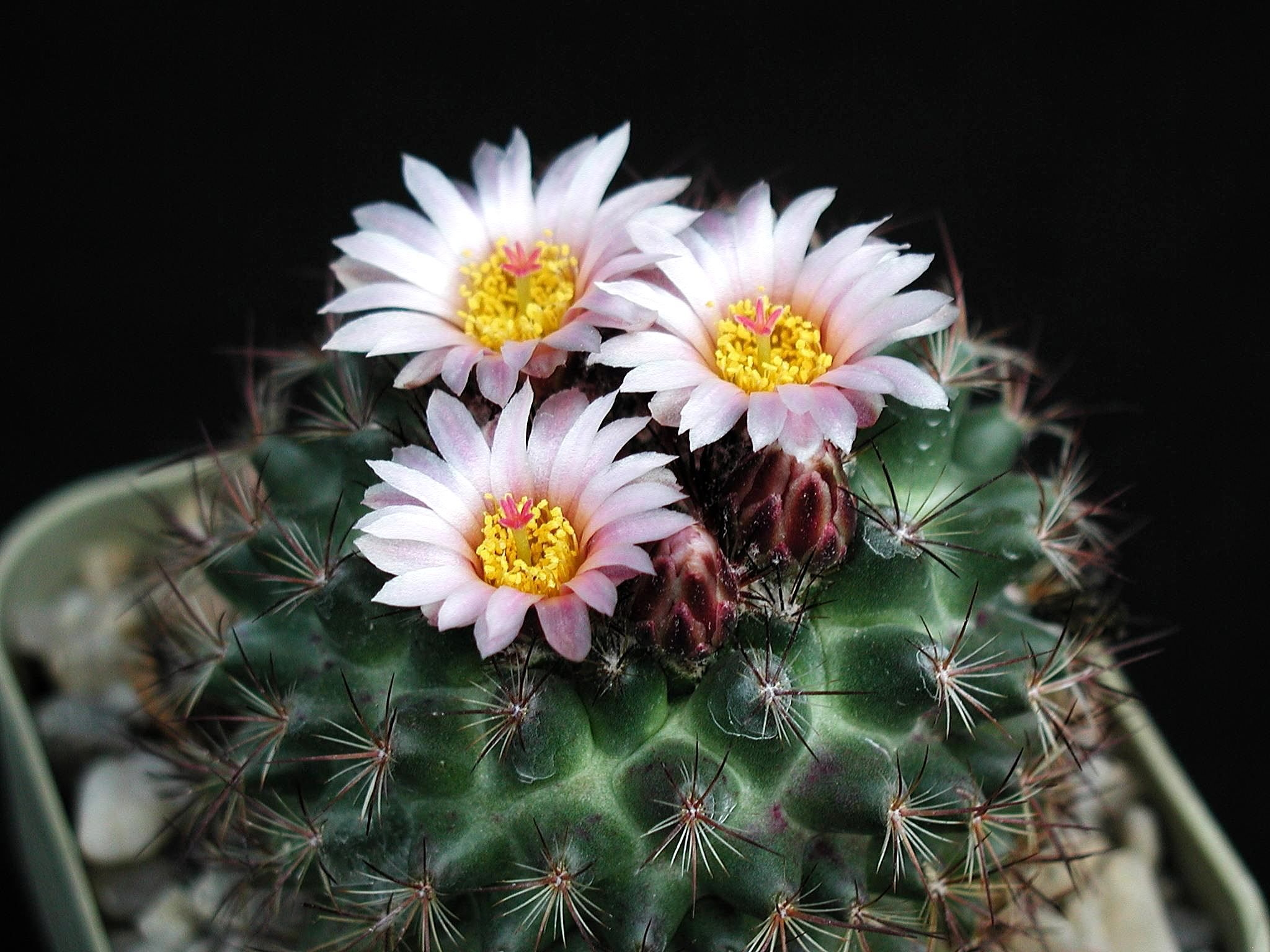
Cactaceae sp.

### Piante bulbose e tuberose
Rientrano in questa categoria specie da fiore che si riproducono a partire da un bulbo come amarillidi, giacinti, narcisi, tulipani. Quasi tutte le bulbacee dopo la fioritura vanno incontro ad un periodo di riposo, durante il quale l'apparato foliare muore; se ben conservati i bulbi possono germinare nuovamente la stagione successiva.

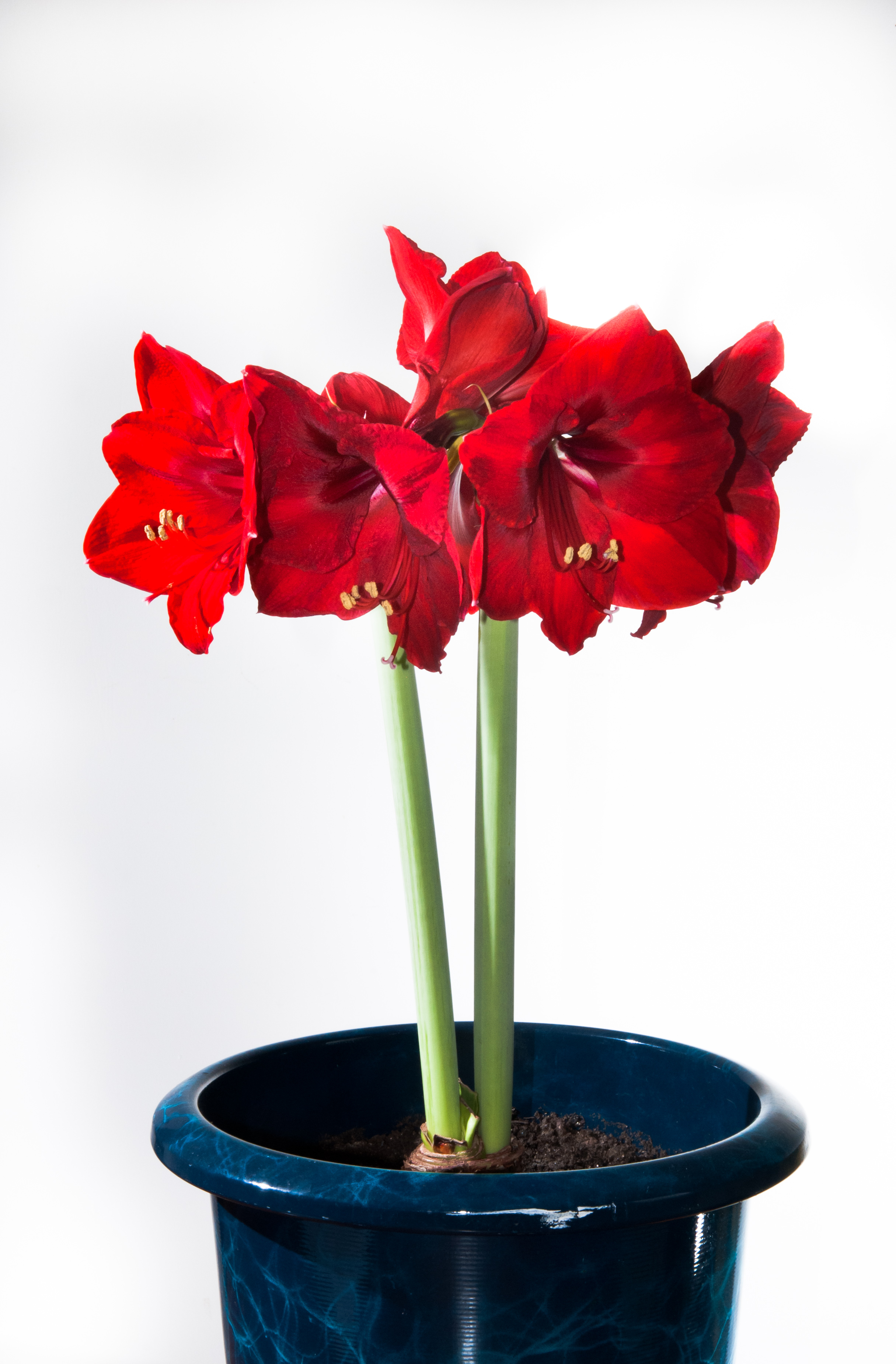
Hippeastrum sp.
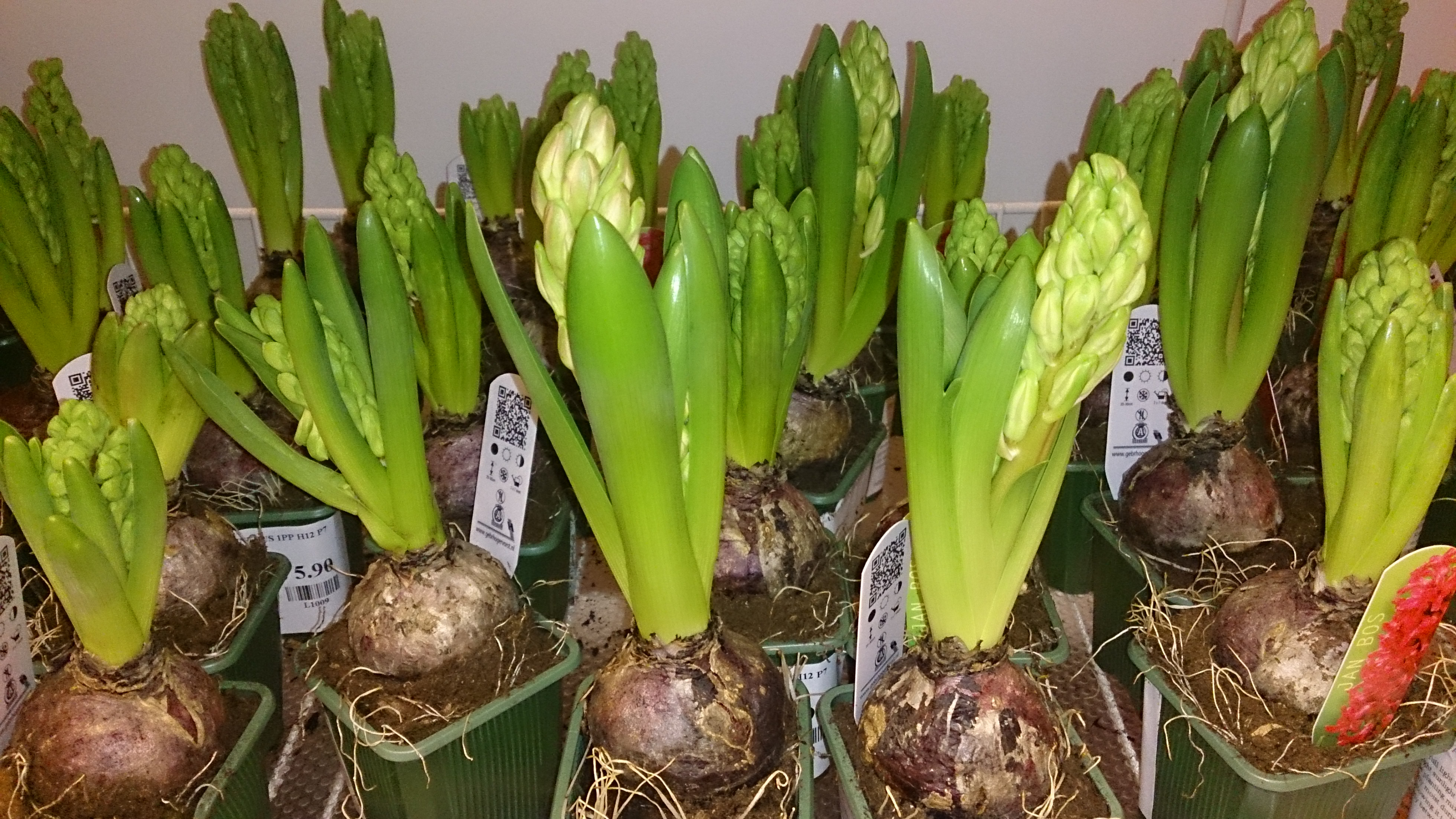
Hyacinthus sp.
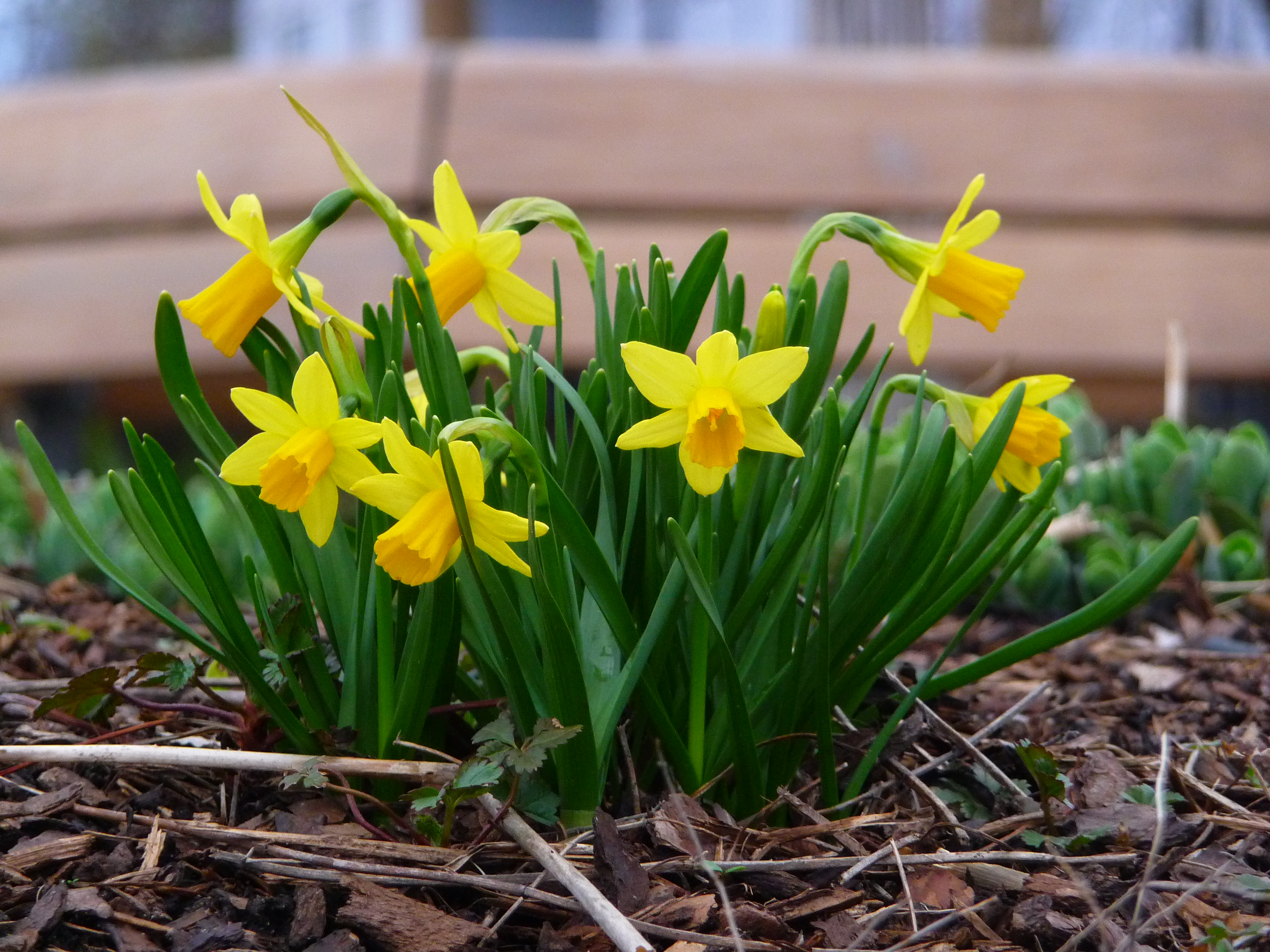
Narcissus sp.
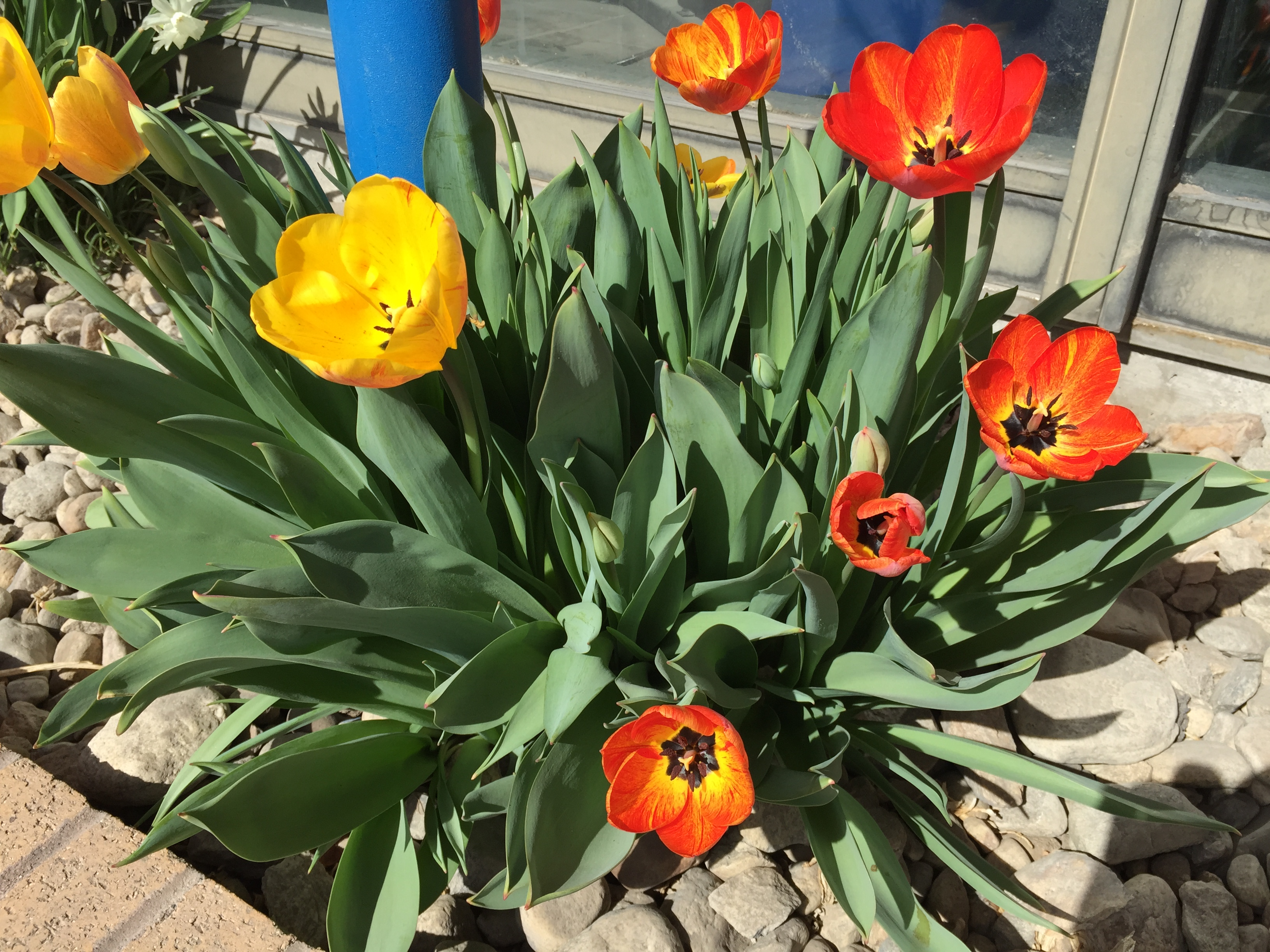
Tulipa sp.

### Orchidee
Alcune specie di orchidee si prestano ad essere allevate come piante da appartamento, a patto che la temperatura invernale non scenda al di sotto dei 18 °C. Molte di esse necessitano di substrati speciali e di elevata umidità dell'aria. Tra le specie che si prestano maggiormente alla crescita in appartamento vi sono: Cattleya, Cymbidium, Coelogyne, Epidendrum, Lycaste, Oncidium, Paphiopedilum, Phalaenopsis e Vanda.

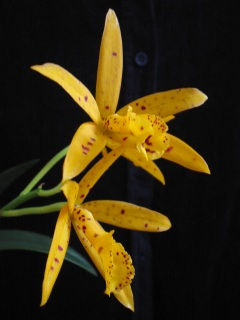
Cattleya sp.
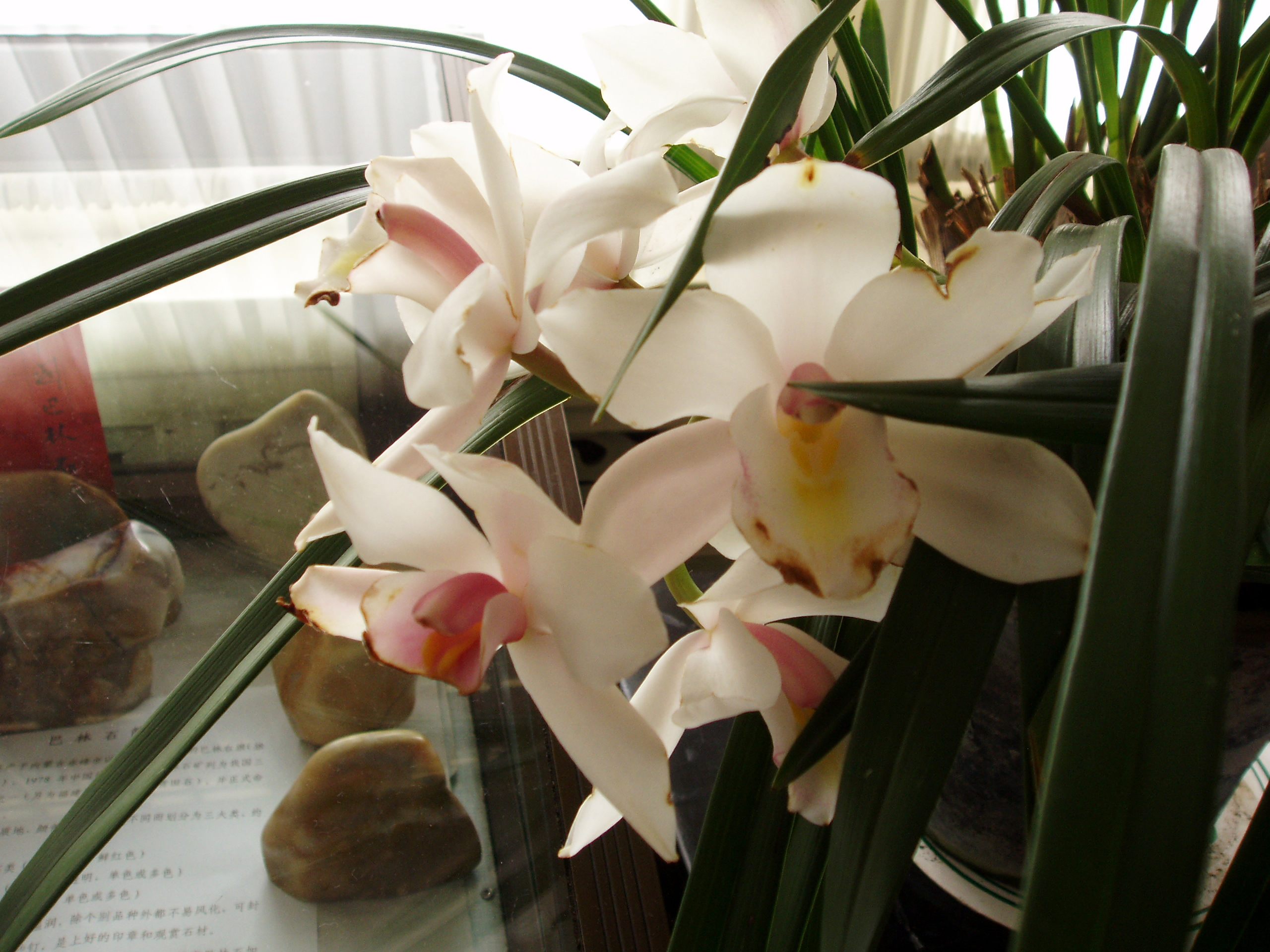
Cymbidium sp.
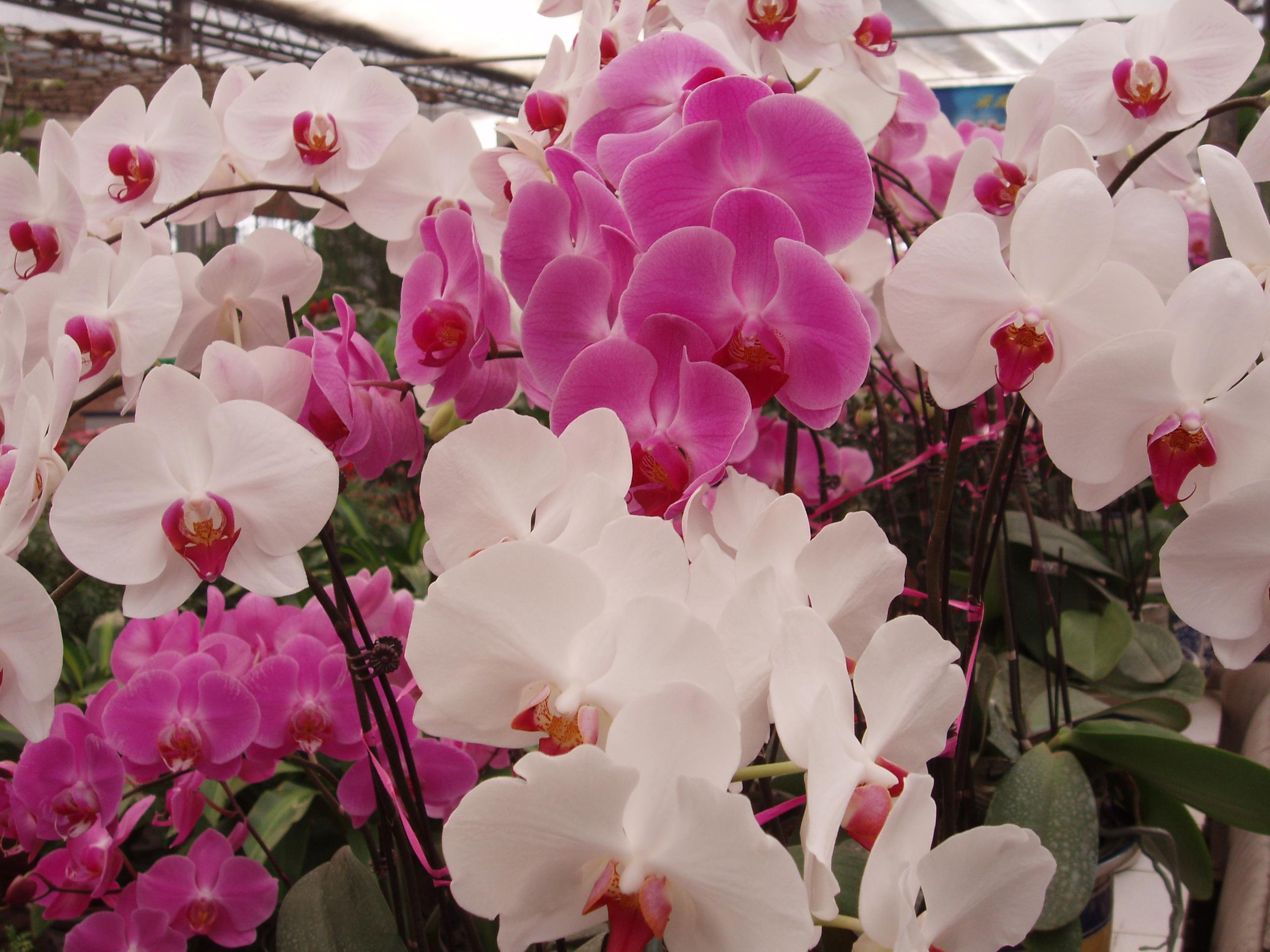
Phalaenopsis spp.
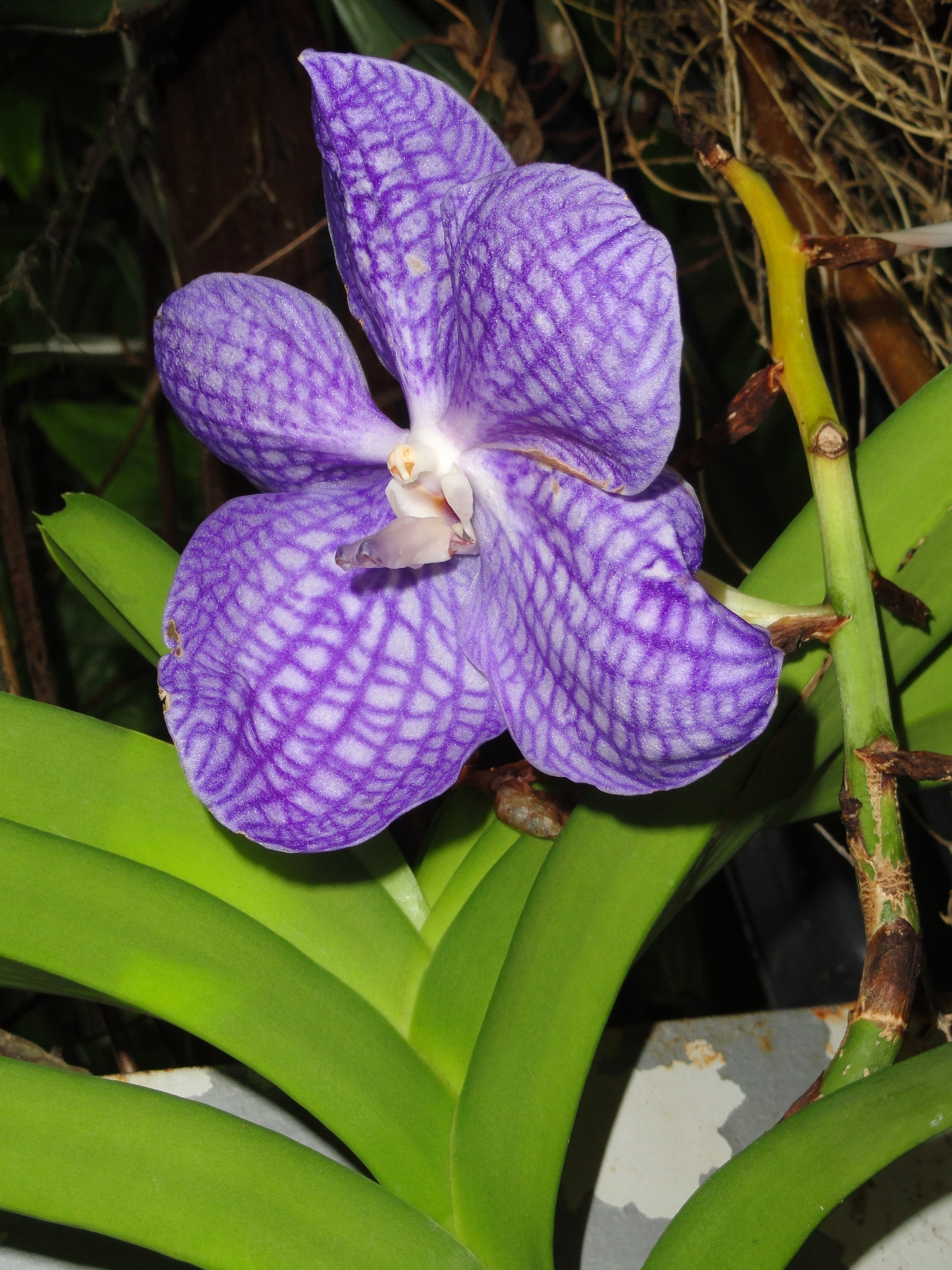
Vanda coerulea

### Bonsai
La millenaria tecnica di coltivazione dei bonsai, nata in Cina e sviluppatasi in Giappone, è un'arte che applica alle piante coltivate i canoni della propria estetica. Originariamente i bonsai sono piante da vaso, ma non d'appartamento e la maggior parte delle specie selezionate è molto resistente al freddo, in grado di sopravvivere ad inverni anche rigidi.

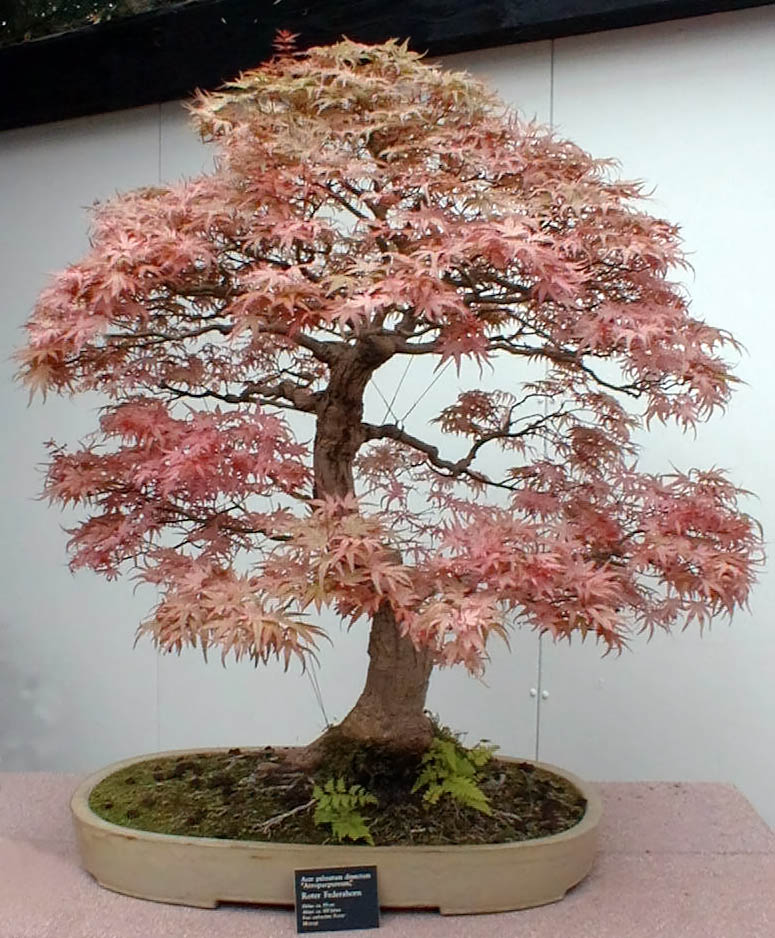
Acer palmatum
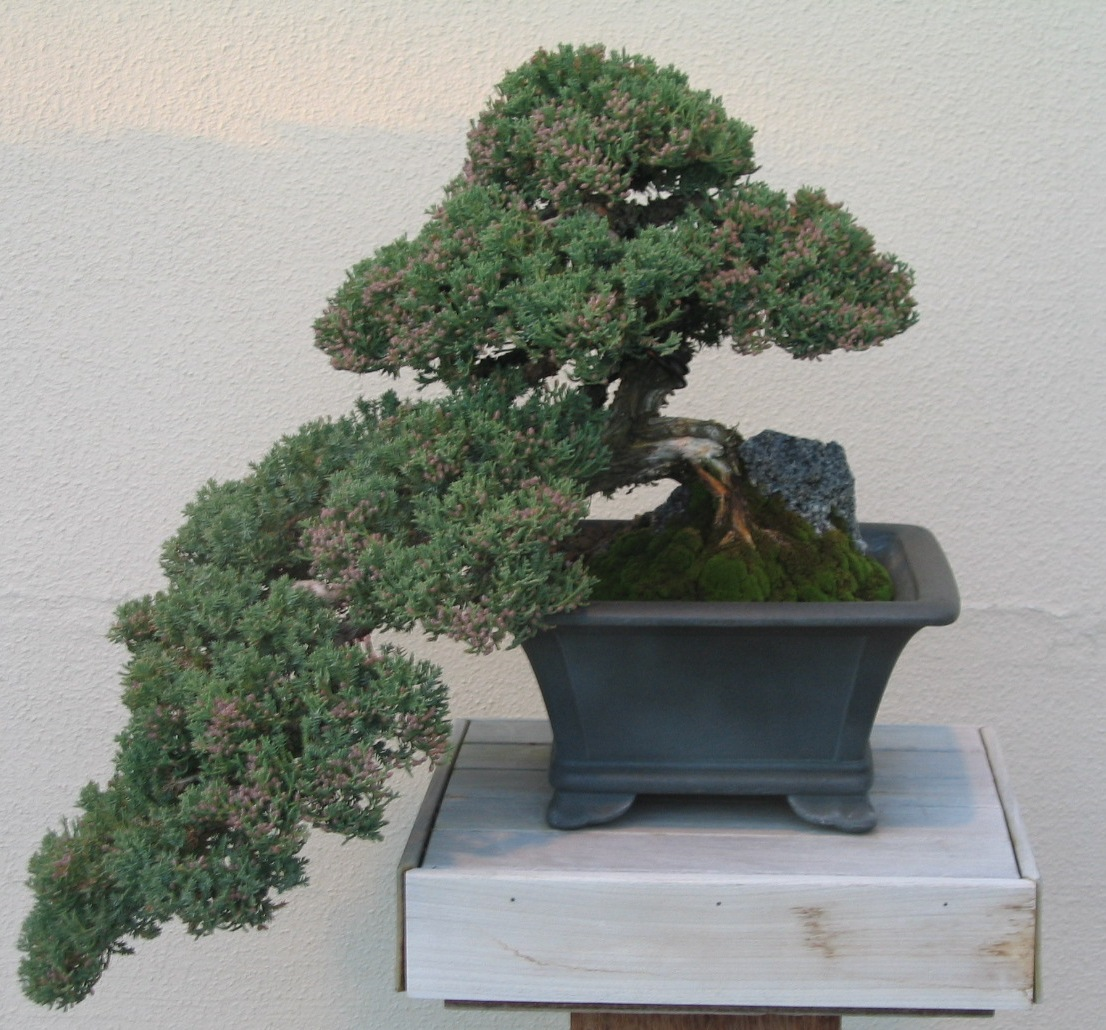
Juniperus procumbens
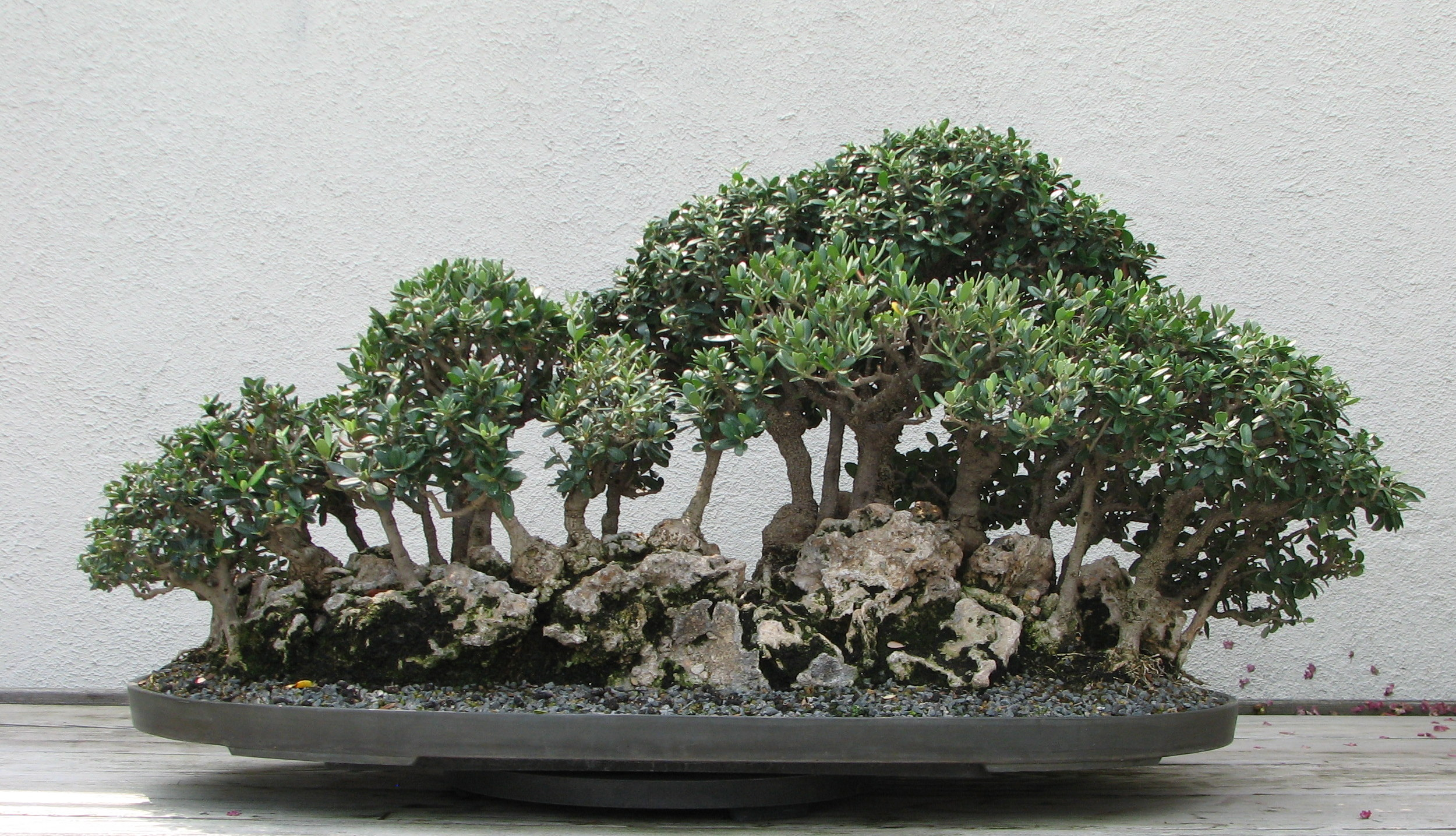
Olea europaea
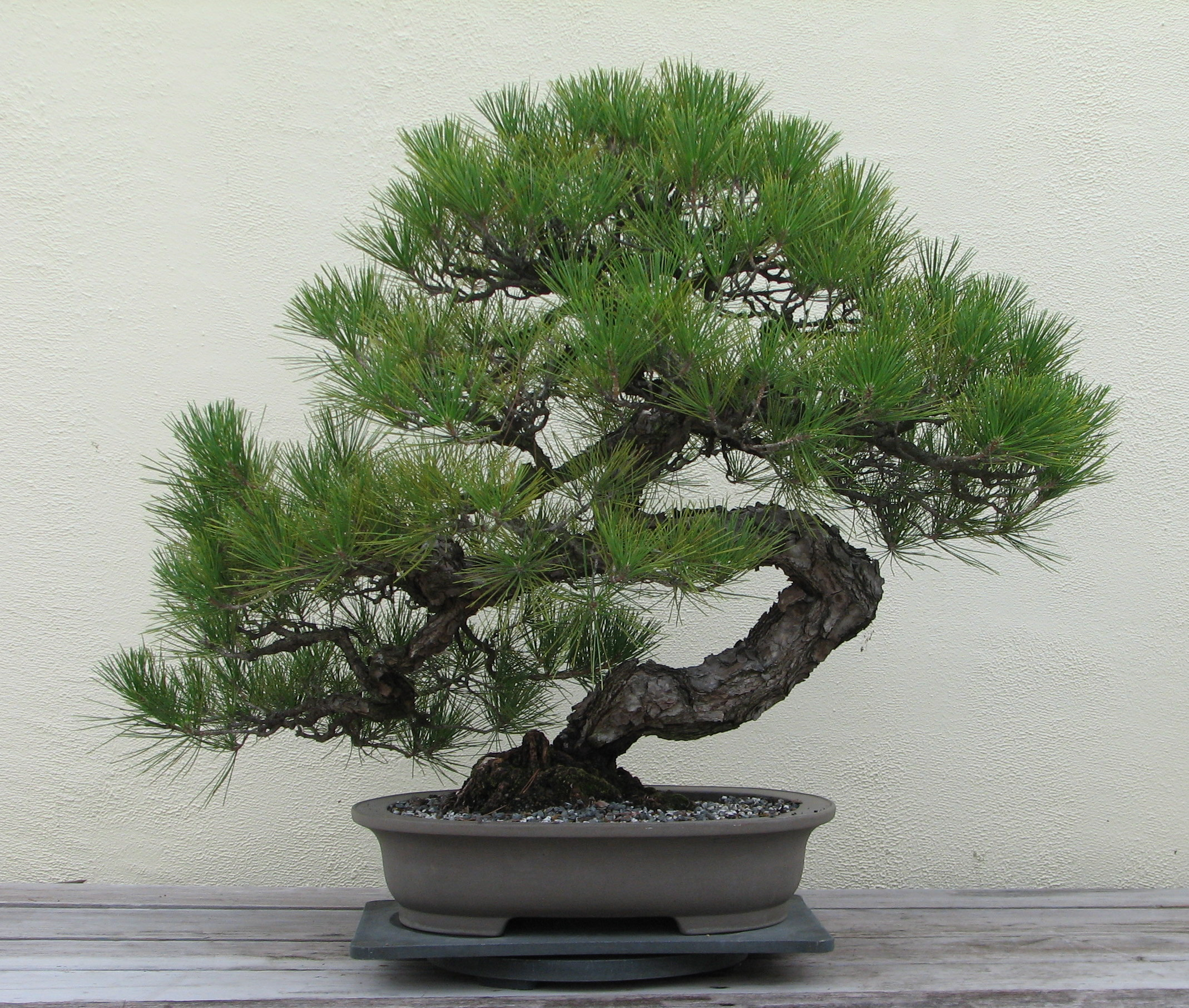
Pinus sp.

## Qualità dell'aria e benessere
Come del resto accade in tutto il mondo vegetale, anche alcune specie di piante da appartamento possono risultare tossiche o provocare reazioni allergiche; l'effetto del profumo di eventuali fiori dà peraltro adito a giudizi contrastanti.
Durante l'arco delle 24 ore, al netto, le piante producono ossigeno e assorbono CO2. Grazie alla traspirazione contribuiscono inoltre a umidificare l'aria dell'appartamento, tendenzialmente secca durante i periodi in cui si riscalda. Le piante esercitano anche altri influssi sulla composizione dell'aria di casa; come nel caso della produzione di ossigeno, si tratta tuttavia di processi assai lenti, il che viene illustrato in quanto segue.

### Piante in camera da letto
In vari ambiti, circola la teoria per cui non sarebbe opportuno tenere piante in camera da letto,
a causa della loro produzione di CO2 e del parallelo consumo di ossigeno durante la notte: è infatti questo il periodo in cui si soggiorna più a lungo in camera da letto oppure in un monolocale.
Si tratta tuttavia di un luogo comune, che trova le sue radici semplicemente nel fatto che anche le piante respirano:
- Va detto che innanzitutto, durante il giorno, le piante sottraggono all'aria CO2 tramite il processo di fotosintesi, il che genera ossigeno e carboidrati. Parallelamente, la respirazione da parte delle stesse piante produce l'effetto contrario formando CO2, anche se in quantità inferiore rispetto a quello scomposto dalla fotosintesi.

- Il punto critico sta nel fatto che di notte, in mancanza di luce, la fotosintesi viene interrotta, mentre continua il processo di respirazione, con conseguente consumo di ossigeno e produzione di CO2. Per questo, non sarebbe in sé sbagliato asserire che il più delle volte, nelle ore notturne, le piante sottraggano ossigeno all'aria.[5]

Tuttavia, la respirazione delle piante è un processo lento e per provocare un'apprezzabile diminuzione della concentrazione di ossigeno nell'aria, sarebbe necessario sistemare in camera da letto una quantità inaudita di piante, un numero quantificabile nell'ordine delle centinaia. Risulta perciò esagerato asserire che le piante rubino ossigeno, né tanto meno ha senso chiedersi quali siano le specie più o meno adatte da questo punto di vista.
Considerando la prospettiva di una persona che pernotta in una camera da letto, la quantità di ossigeno consumata dalle piante durante la notte è infima rispetto a quella utilizzata da una seconda persona che dovesse dormire nello stesso vano, per esempio un familiare. Si stima infatti che di notte, un metro quadrato di superficie fogliare generi in un'ora solo 125 ml di CO2; durante il sonno, una persona ne produrrà nello stesso tempo ben 15-30 litri, e ciò accade senza che sorgano particolari preoccupazioni. Quindi in condizioni normali la presenza di piante in camera da letto, poche o molte che siano, non può essere sconsigliata in base a una presunta carenza di ossigeno o al tenore di anidride carbonica. 
Concludendo, il principale elemento da ricordare valutando la compatibilità tra camera da letto e piante sarebbe l'illuminazione, che deve essere sufficiente a soddisfare i bisogni delle specie prescelte.

### Depurazione dell'aria in luoghi chiusi
Se il tabù delle piante in camera da letto risulta un mito da sfatare, una teoria costruita su basi scientifiche è invece quella per cui, in misura diversa di specie in specie, le piante riducano i livelli di diversi agenti inquinanti presenti in luoghi chiusi oppure mal arieggiati (composti organici volatili, ad esempio benzene e tricloroetilene). Le ricerche a tal proposito erano originariamente concepite per la navigazione spaziale e per ovvie ragioni gli esperimenti venivano eseguiti in luoghi ermeticamente chiusi.
Gli effetti di depurazione raggiunti con queste ricerche, in sé evidenti, valgono primariamente per le condizioni artificiali di laboratorio e quindi si pone la questione della loro applicabilità alla vita in un appartamento. Infatti, la casa non è un luogo sigillato ermeticamente e gode già di per sé di un complesso interscambio di aria con l'esterno. Per questo, l'efficacia pratica delle piante nel purificare sensibilmente l'aria di una casa non è un fatto indiscusso; recenti studi sostengono che i benefici supplementari attribuibili alle piante, in appartamento o in ufficio, siano del tutto irrilevanti, o forse variabili in funzione di specie, terriccio usato, illuminazione e temperatura.
Sul mercato, non è da escludere che il rivenditore possa ricorrere all'argomento di una presunta purificazione per estendere la fascia della clientela anche a chi non è interessato alle piante da appartamento.

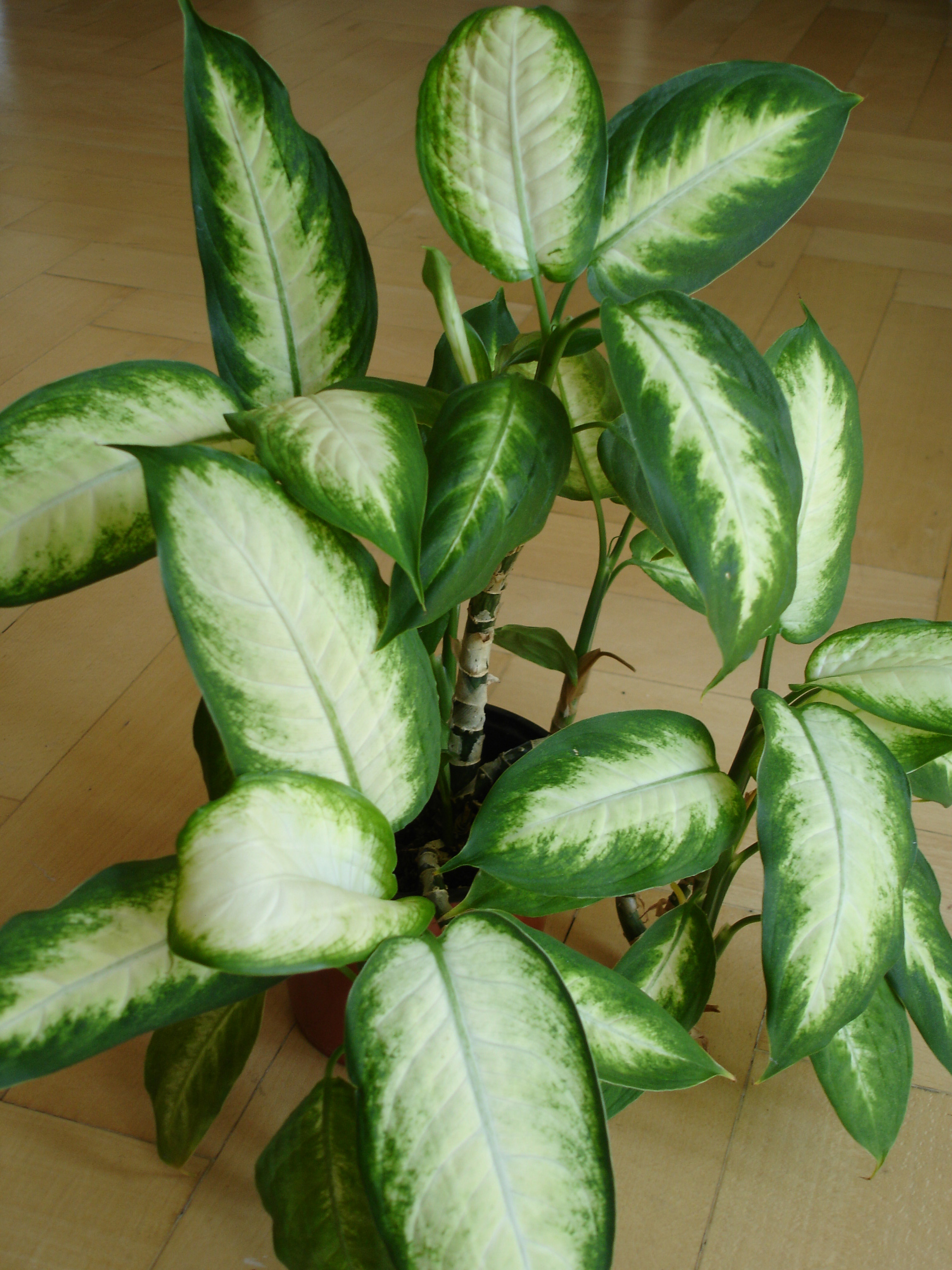
Dieffenbachia, sp.: le foglie risultano tossiche se ingerite o portate agli occhi.
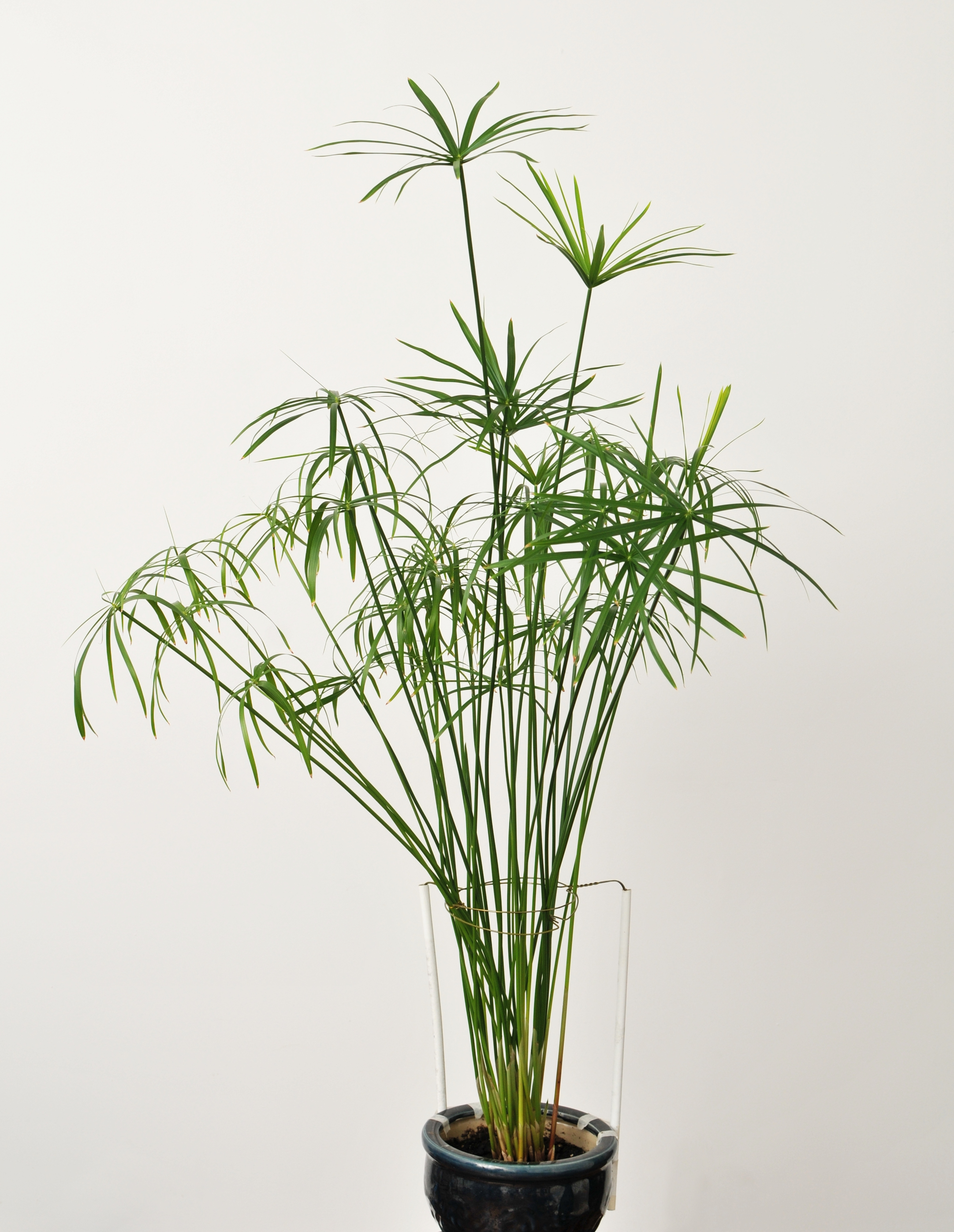
Cyperus alternifolius: umidifica l'aria di casa più efficientenmente di molte altre piante.
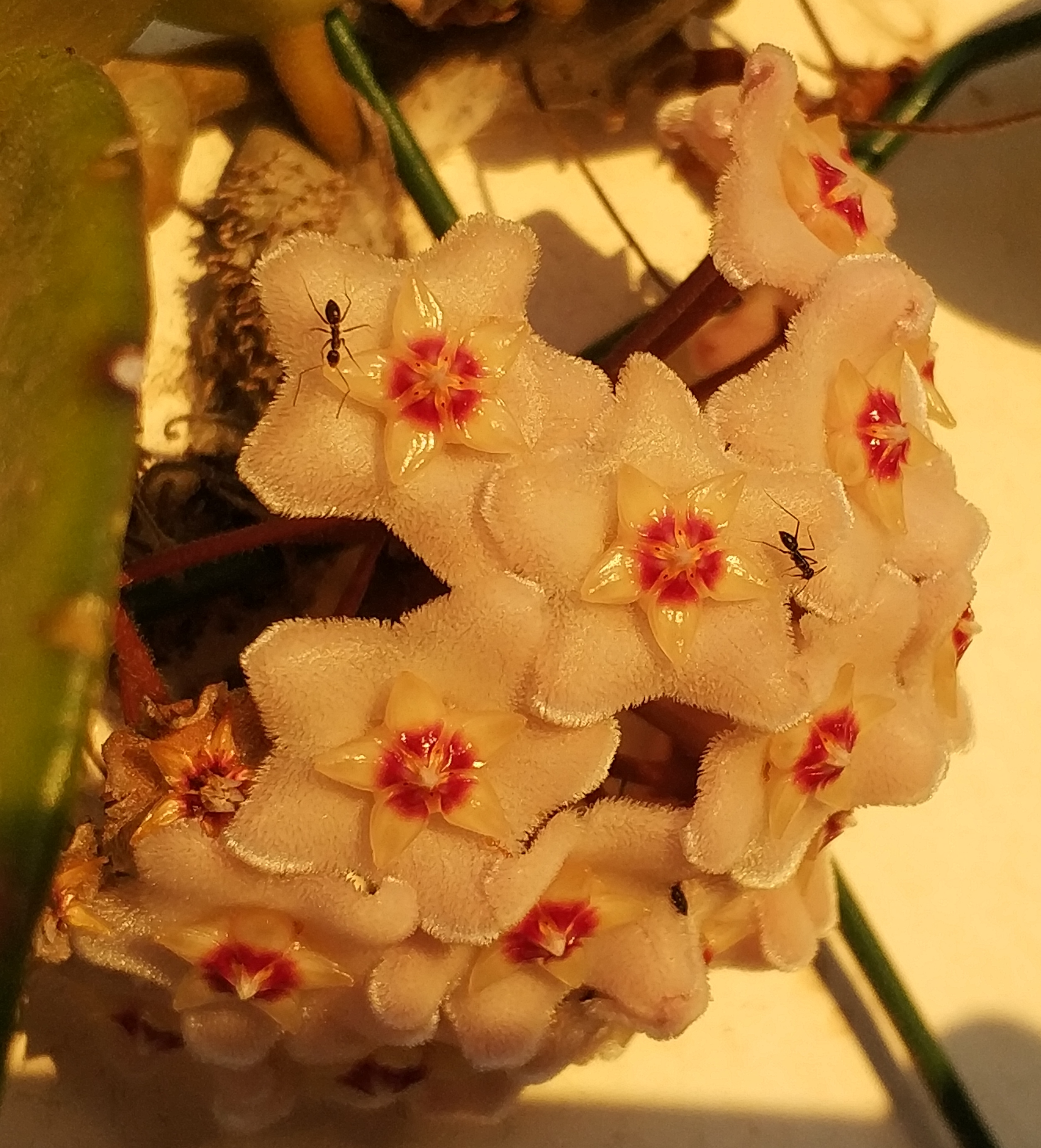
La sera, le infiorescenze di Hoya carnosa emanano un profumo che ricorda il miele.
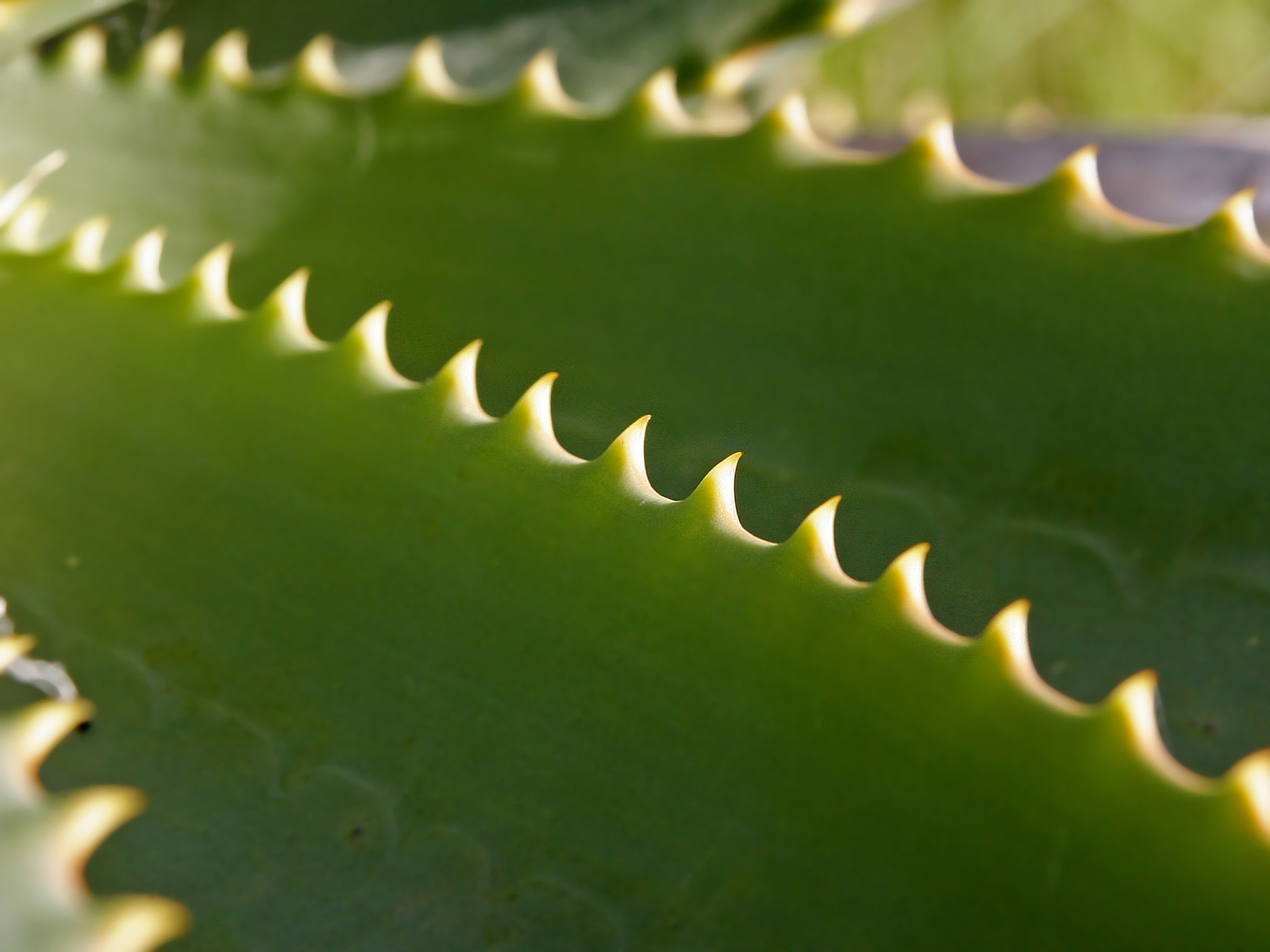
Le virtù attribuite ad Aloe vera, in casa o come pianta medicinale, sono in genere controverse.